# Jean-Paul Sartre
« Sartre » redirige ici. Pour les autres significations, voir Sartre (homonymie).
Jean-Paul Sartre (prononcé [ ʒɑ̃.pol saʁtʁ] ) est un philosophe, écrivain et journaliste français, né le 21 juin 1905 dans le 16e arrondissement de Paris et mort le 15 avril 1980 dans le 14e arrondissement.
Représentant du courant existentialiste, il a marqué la vie intellectuelle et politique de la France de 1945 à la fin des années 1970.
Écrivain prolifique, fondateur et directeur de la revue Les Temps modernes (1945), il est connu aussi bien pour son œuvre philosophique et littéraire qu'en raison de ses engagements politiques, d'abord en liaison avec le Parti communiste, puis avec des courants de gauche, au sens léniniste du terme, plus particulièrement maoïstes, dans les années 1970.
Intransigeant et fidèle à ses idées, il a toujours rejeté tant les honneurs que toute forme de censure ; il a notamment refusé le prix Nobel de littérature en 1964. Exception notable, il a cependant accepté le titre de docteur honoris causa de l'université hébraïque de Jérusalem en 1976. Il refusa de diriger une série d'émissions télévisées qu'on lui proposait, parce qu'on y mettait comme condition la réalisation d'une maquette préalable, et expliqua : « Je n'ai plus l'âge de passer des examens. ». Il contribua à la création du journal Libération, allant jusqu'à le vendre lui-même dans les rues pour donner plus de publicité à son lancement.
Il a partagé sa vie avec Simone de Beauvoir, philosophe de l'existentialisme et féministe, avec laquelle il a formé un couple célèbre du XXe siècle. Leurs philosophies, bien que très proches, ne sauraient être confondues. De 1949 jusqu'à sa mort, il a simultanément vécu une liaison avec Michelle Vian, la première épouse de Boris Vian, qui tape notamment ses textes à la machine en vue de leur parution dans la revue Les Temps modernes,.
D'autres intellectuels ont joué pour lui un rôle important à différentes étapes de sa vie : Paul Nizan et Raymond Aron, ses condisciples à l'École normale supérieure ; Maurice Merleau-Ponty et Albert Camus dans les années d'après-guerre, puis Benny Lévy (alias Pierre Victor) à la fin de sa vie.
Selon de nombreux commentateurs et pour Sartre lui-même, sa vie est séparée en deux par la Seconde Guerre mondiale. On distingue alors deux grandes périodes dans l'œuvre sartrienne : une approche philosophique théorique axée sur l'ontologie de L'Être et le Néant (1943) ; puis une période plus pratique, d'obédience marxiste, où l'auteur cherche à appliquer sa méthode exposée dans la Critique de la raison dialectique (1960). Cette seconde période de son œuvre a fortement influencé les sociologues qualitativistes comme Erving Goffman.
Jean-Paul Sartre laisse derrière lui une œuvre considérable, sous forme de romans, d'essais, de pièces de théâtre, d'écrits philosophiques ou de biographies. Sa philosophie a marqué l'après-guerre, et il est, avec Albert Camus, un symbole de l'intellectuel engagé. Comme ce dernier l'avait été en 1957, il sera distingué en 1964 du prix Nobel de littérature, qu'il déclinera.
Jusqu'à sa mort en 1980, Sartre n'a cessé de défrayer la chronique. Il s'investit en effet sur de nombreux sujets, embrassant avec ferveur les causes qui lui ont semblé justes. Parfois assimilé à un Voltaire du XXe siècle, Sartre demeure un militant jusqu'au bout de sa vie.

## Biographie

### Jeunesse et engagement

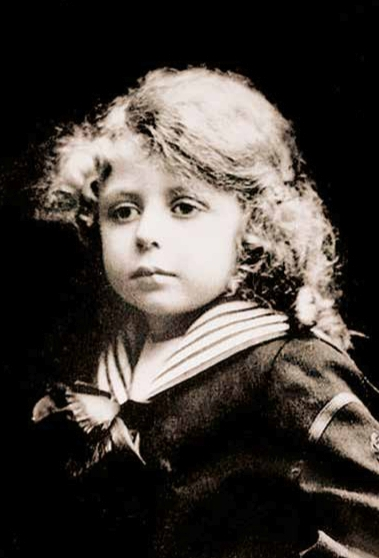
Jean-Paul Sartre vers 1910.

#### Enfance
Jean-Paul Charles Aymard Sartre naît le 21 juin 1905, au no 13 rue Mignard, au domicile de ses grands-parents maternels dans le 16e arrondissement de Paris. Fils unique, il est issu d’une famille bourgeoise : sa mère Anne-Marie Schweitzer, appartient à une famille d’intellectuels et de professeurs alsaciens, les Schweitzer (elle est la cousine d'Albert Schweitzer) ; son oncle maternel Georges Schweitzer, frère de sa mère donc, est polytechnicien (X 1895), ingénieur du Génie maritime, ; son père Jean-Baptiste, fils d'un docteur en médecine de Thiviers, est également polytechnicien de la promotion 1895, sorti en 1897 officier de marine,,. Le couple s'est uni le 3 mai 1904 dans le 16e arrondissement de Paris et le petit Sartre, né quelque treize mois plus tard, n'a jamais connu son père, qui meurt de la fièvre jaune le 17 septembre 1906, quinze mois après sa naissance.
De 1907 à 1917, le petit « Poulou », comme on l’appelle, va en effet vivre avec sa mère chez ses grands-parents maternels. Il y passe dix années heureuses, adoré, choyé, félicité tous les jours, ce qui contribue sans doute à construire chez lui un certain narcissisme. Comme il est orphelin à l'âge de quinze mois, c’est son grand-père, Charles Schweitzer, professeur agrégé d'allemand à la retraite, auteur du Deutsches Lesebuch, une méthode expérimentale reconnue sous la IIIe République, qui fit son instruction avant son admission à l’école publique à dix ans. Dans la grande bibliothèque de la maison Schweitzer, il découvre très tôt la littérature, et préfère lire plutôt que de fréquenter les autres enfants (enfance évoquée dans son autobiographie Les Mots).
Cette période se termine le 26 avril 1917 lorsque sa mère se remarie dans le 5e arrondissement de Paris avec Joseph Mancy, polytechnicien (X 1895), ingénieur du Génie maritime,, de la même promotion que son frère Georges et son défunt mari. Sartre, alors âgé de 12 ans, ne finira jamais de haïr son beau-père. Le couple déménage alors à La Rochelle, où Sartre restera jusqu'à l'âge de 15 ans, trois années qui seront pour lui des années de calvaire : il passe en effet du climat familial heureux à la réalité des lycéens qui lui paraissent violents et cruels.
Vers l’été 1920, malade, Jean-Paul Sartre est ramené d’urgence à Paris. Soucieuse de son éducation qui pourrait être « pervertie » par les mauvais garçons du lycée Eugène-Fromentin (devenu par la suite le collège Eugène-Fromentin) de La Rochelle, sa mère décide que son fils restera à Paris.

#### Années d'études

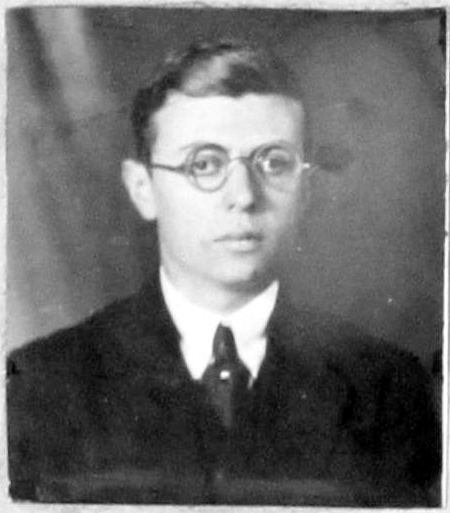
Jean-Paul Sartre, étudiant à l'École normale supérieure de Paris en 1924.

À treize ans Sartre est brièvement inscrit au lycée Montaigne. Il revient à seize ans au lycée Henri-IV où il avait été élève en sixième et cinquième. Il y retrouve Paul Nizan, lui aussi apprenti écrivain, avec qui il nouera une amitié si fusionnelle qu'ils étaient surnommés « Nitre et Sarzan ». Épaulé par cette amitié, Sartre commence à se construire une personnalité. Pour l’ensemble de la « classe d’élite » — « option » latin et grec — dans laquelle il étudie, Sartre devient le SO, c'est-à-dire le « satyre officiel » : il excelle en effet dans la facétie, la blague.
Sartre, toujours accompagné de Paul Nizan, prépare le concours d'entrée à l'École normale supérieure au lycée Louis-le-Grand. Il y fait ses premières armes littéraires en écrivant notamment deux petits contes, deux sinistres histoires de professeurs de province, dans lesquelles éclatent son ironie et son dégoût pour les vies conventionnelles. Dans le même temps Sartre reprend son rôle d’amuseur public avec Nizan, jouant blagues et petites scènes entre les cours. En 1924, deux ans après leur entrée à Louis-le-Grand, Sartre et Nizan sont tous deux reçus au concours de l'École normale supérieure de Paris (ENS),.
Sartre se fait tout de suite remarquer dans ce que Nizan appelle « l’école prétendue normale et dite supérieure ». Sartre reste en effet le redoutable instigateur de toutes les plaisanteries, de tous les chahuts, allant jusqu’à provoquer un scandale en jouant avec ses amis un sketch antimilitariste dans la revue de l’ENS de 1927, après lequel Gustave Lanson, directeur de l'école, démissionnera. La même année il signe avec ses condisciples, et à la suite d'Alain, Lucien Descaves, Louis Guilloux, Henry Poulaille, Jules Romains, Séverine…, la protestation (parue le 15 août dans la revue Europe) contre la loi sur l’organisation générale de la nation pour le temps de guerre qui abroge toute indépendance intellectuelle et toute liberté d'opinion.
Avec la parution de la thèse de Sartre L'image dans la vie psychologique qu'il avait conçue comme une analyse de l'essai d'Auguste Flach Über symbolische Schemata in produktiven Denkprozessen, il entame les analyses sur l'imagination et l'imaginaire qui annoncent déjà la place prépondérante de l'art dans son œuvre. C'est donc l'art qui deviendra un point de référence central dans l'ensemble de son œuvre.
Sartre a ainsi déjà un goût pour la provocation et le combat contre l’autorité. Il acquiert aussi une grande notoriété parmi ses professeurs et se fait ovationner dans chacune de ses arrivées au réfectoire. Si Sartre est volontiers un boute-en-train, c’est aussi un grand travailleur, dévorant plus de 300 livres par an, écrivant chansons, poèmes, nouvelles, romans à tours de bras. Sartre se lie d'amitié avec d'aucuns qui deviendront par la suite célèbres, comme Pierre-Henri Simon, Raymond Aron,, Maurice Merleau-Ponty ou encore Henri Guillemin.
Pourtant, au cours de ces quatre années à l'École normale supérieure, Sartre ne paraît pas s’intéresser à la politique. Spontanément anarchisant, il ne va à aucune manifestation, ne s’enflamme pour aucune cause. À la surprise de ses admirateurs, qui s'interrogent sur une possible erreur du jury, Sartre échoue en 1928 au concours d'agrégation de philosophie, alors que Raymond Aron est classé premier, ; il dira lui-même avoir fait preuve de trop d’originalité.

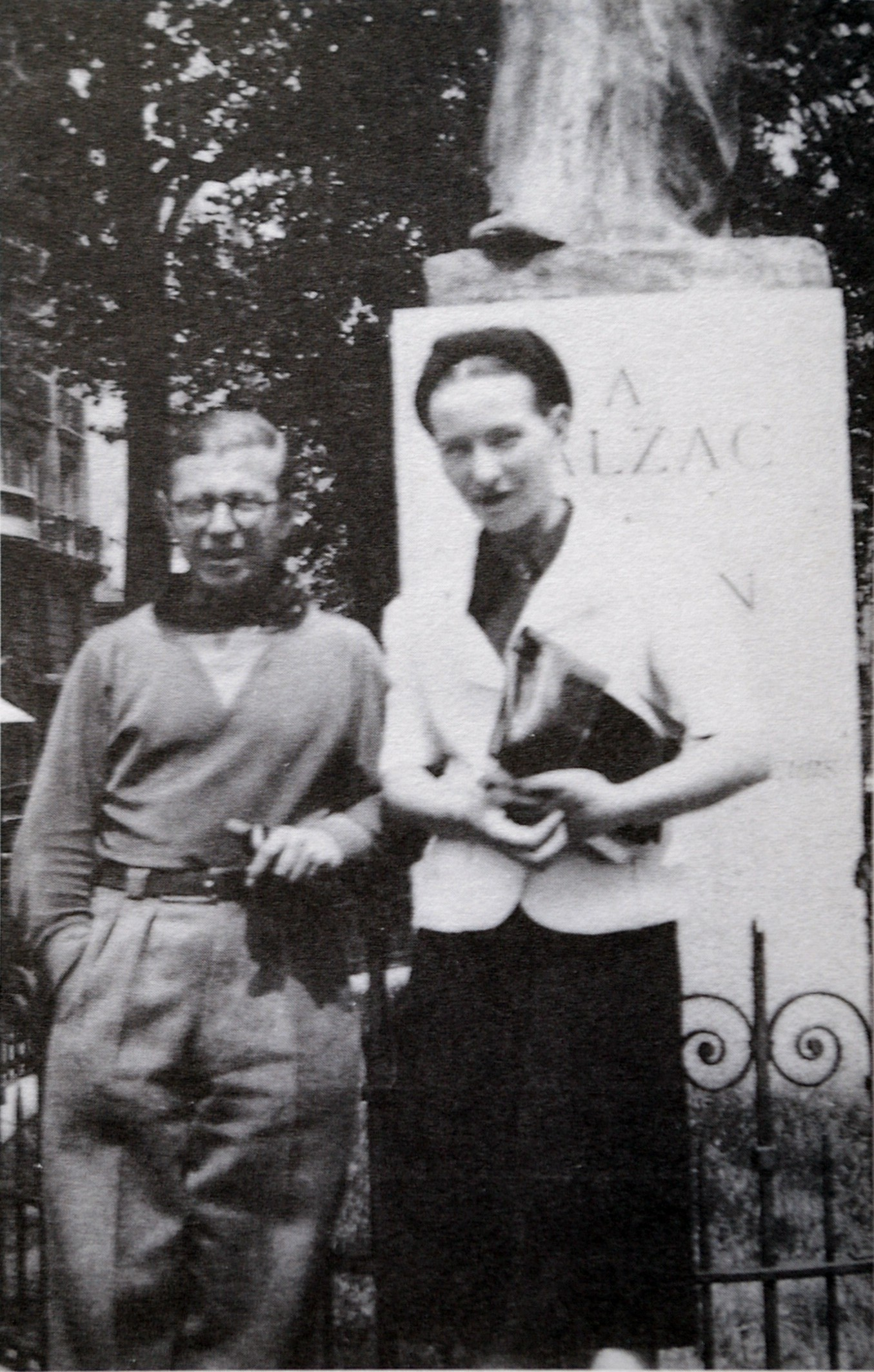
Jean-Paul Sartre et Simone de Beauvoir devant la statue de Balzac à Paris.

Préparant d'arrache-pied le concours pour la seconde fois, il rencontre dans son groupe de travail Simone de Beauvoir, présentée par un ami commun, René Maheu, qui la surnommait « castor », par référence à l'anglais beaver (qui signifie « castor ») : d'une part, cet animal symbolise le travail et l’énergie, ou l'esprit constructeur ; d'autre part, la sonorité du mot beaver est proche de celle du nom « Beauvoir ». Ce surnom sera adopté par Sartre et elle deviendra sa compagne jusqu'à la fin de sa vie. Elle sera son « amour nécessaire » en opposition aux « amours contingentes » qu’ils seront amenés à connaître tous deux. En 1929, à la seconde tentative, Sartre est reçu premier au concours d'agrégation. Simone de Beauvoir obtenant la deuxième place.
Sur les conseils de Raymond Aron, Sartre accomplit à partir de novembre 1929 son service militaire obligatoire d'un an dans la section Météorologie de l'Armée de l'air, avec Aron pour sergent instructeur,,. Ce même Raymond Aron lui conseille en 1930 de lire la Théorie de l’intuition dans la phénoménologie de Husserl, un ouvrage d’Emmanuel Levinas. Sartre se procure l’ouvrage. La découverte de Husserl est un choc : « Le sentiment, soudain, que quelqu’un lui aurait coupé l’herbe sous le pied ». Sartre se dit : « Ah, mais il a déjà trouvé toutes mes idées ».
Au retour du service militaire, âgé alors de 26 ans, Sartre convoite un poste de lecteur au Japon, pays qui l’a toujours intéressé. Rêve brisé, le poste lui est refusé et il est envoyé au lycée du Havre, aujourd'hui lycée François-Ier, à compter de mars 1931. C’est une épreuve qui commence pour Sartre qui craint tellement les vies rangées et a tellement critiqué dans ses écrits la vie ennuyeuse de professeur de province.

#### Années au Havre: traversée du désert
Sartre entre alors de plain-pied dans la vie réelle, le travail et la vie quotidienne. S’il choque quelque peu les parents et les professeurs par ses manières, comme arriver en classe sans cravate, il séduit ses élèves, pour lesquels il est un excellent professeur, chaleureux et respectueux, et souvent un ami. De là naît sa complicité avec l’adolescence, un contact qu’il aimera toujours avoir tout au long de sa vie[réf. nécessaire].
Il découvre Voyage au bout de la nuit de Louis-Ferdinand Céline en 1932, une œuvre qui le marquera durablement. À l'été 1933, il prend à l’Institut français de Berlin la succession de Raymond Aron, lequel, échange de bons procédés, lui succède au lycée du Havre de l'automne 1933 à l'été 1934. Sartre complète alors son initiation à la phénoménologie de Husserl et découvre l'ouvrage de Martin Heidegger, Sein und Zeit (Être et Temps). Là encore, c’est un choc.
En octobre 1934 il reprend son poste au Havre. Il publie en 1936 L'Imagination et La Transcendance de l'Ego. Il remet le manuscrit de Melancholia à Gallimard qui le refuse malgré la bonne appréciation de Paulhan. La gloire qu'il pensait obtenir depuis l'enfance, ces années au Havre la remettent en cause. En octobre 1936 il obtient sa mutation à l'école normale d'instituteurs de Laon, dans l'Aisne où il enseigne un an en classe de terminale.
L'année suivante Sartre est muté en octobre 1937 au lycée Pasteur de Neuilly, où il fait la connaissance de Robert Merle. Commence alors pour lui une brève phase de notoriété avec la publication en juillet 1937, dans la Nouvelle Revue française, d'une nouvelle, Le Mur, reprise en 1939 dans le recueil Le Mur. Gide tient ce recueil pour un « chef-d'œuvre ». Il reprend ensuite son manuscrit de Melancholia et accepte en avril 1938 le titre définitif La Nausée que lui propose Gaston Gallimard. Le livre, qui manquera de peu le prix Goncourt, est un roman philosophique (« phénoménologique ») et quelque peu autobiographique, marqué par l'influence de Céline, racontant les tourments existentiels d'Antoine Roquentin, célibataire de 35 ans et historien à ses heures.
Cette notoriété naissante est brusquement éclipsée par le déclenchement de la Seconde Guerre mondiale : Sartre est mobilisé le 2 septembre 1939,.

#### Guerre et Occupation
Avant la guerre, Sartre n’a pas de conscience politique. Pacifiste, mais sans militer pour la paix, l’antimilitariste Sartre assume pourtant la guerre sans hésiter. L’expérience de la guerre et de la vie en communauté va le transformer du tout au tout.
Il est affecté pendant la « drôle de guerre » à la 70e division, au camp d'aviation militaire d'Essey-lès-Nancy, comme soldat chargé des sondages météorologistes. Puis sa myopie le fait transférer, une semaine plus tard, à Marmoutier (Bas-Rhin), puis Ittenheim, Brumath, Morsbronn et Bouxwiller,.
Sa fonction lui laisse beaucoup de temps libre, qu'il utilise pour écrire énormément (en moyenne douze heures par jour pendant neuf mois, soit 2 000 pages, dont une petite partie sera publiée sous le titre de Carnets de la drôle de guerre. Il écrit d’abord pour éviter le contact avec ses compagnons militaires, car il supporte en effet assez mal les relations sérieuses et hiérarchiques de l’armée.
La drôle de guerre prend fin en mai 1940, et le faux conflit devient bien réel. Le 21 juin Sartre est fait prisonnier à Padoux, dans les Vosges, et est transféré dans un camp de détention (Stalag XII D) de 25 000 détenus en Allemagne, près de Trêves. Son expérience de prisonnier le marque profondément : elle lui enseigne la solidarité avec les hommes. Loin de se sentir brimé, il participe à la vie communautaire : il raconte histoires et blagues à ses copains de chambrée, participe à des matchs de boxe, écrit et met en scène une pièce pour la veillée de Noël 1940, Bariona, ou le Fils du tonnerre. Elle se déroule en Judée au temps de l'occupation romaine, et l'on y voit un fonctionnaire romain tenir des propos sévères à l'égard des Juifs. Le caporal Jean Pierre, compagnon de captivité de Sartre, juge que la pièce est d'inspiration antisémite. Annie Cohen-Solal, biographe de Sartre, se demande si ces propos doivent être mis sur le compte de l'inconscience ou de la maladresse de Sartre.

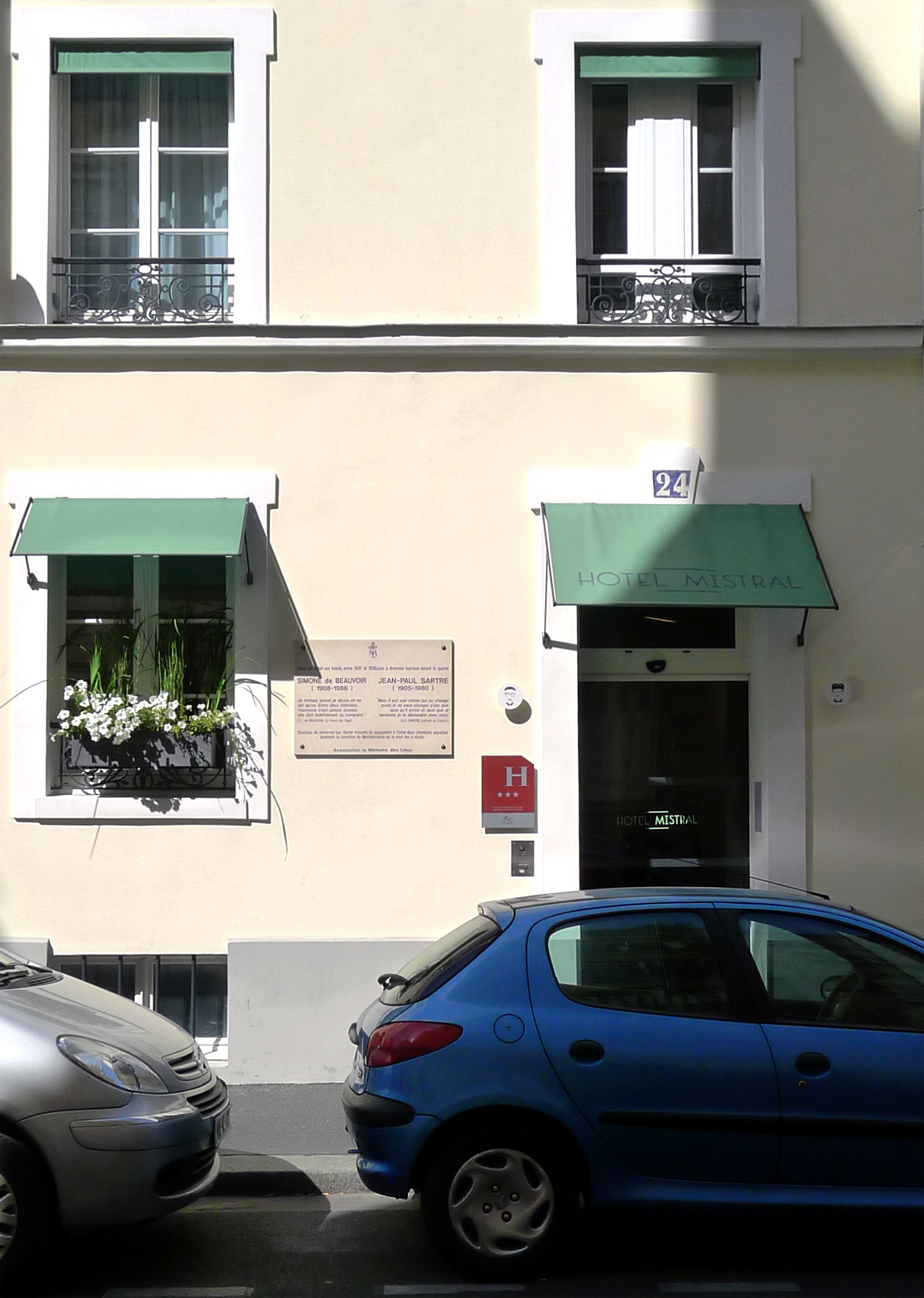
Le no 24 de la rue Cels à Paris où Sartre habita à plusieurs reprises pendant la guerre.

Cette vie dans le camp de prisonniers est importante, car elle est le tournant de sa vie : dorénavant, il n’est plus l’individualiste des années 1930, mais se fixe un devoir dans la communauté.
En mars 1941 Sartre est libéré grâce à un faux certificat médical alléguant une « cécité partielle à l'œil droit ». D'après les auteurs Gilles et Jean-Robert Ragache, il doit sa libération à l'intervention de Drieu la Rochelle : « À l’automne 40, Drieu avait noté dans son carnet une liste d’écrivains prisonniers — où figurait Sartre — suivie de la mention : Demander la libération des auteurs — contrepartie de mon action N.R.F. ». D'après Gilbert Joseph, « tous les camarades de Sartre furent convaincus qu'il recevait la récompense de Bariona, ou le Fils du tonnerre ». Rentré à Paris, Sartre présente cette libération comme une « évasion » selon Simone de Beauvoir.
Durant l’Occupation, il est l'ami tout comme Simone de Beauvoir, du directeur de l’hebdomadaire culturel Comœdia René Delange (qui était un intime du Sonderführer Gerhard Heller, « protecteur » allemand des lettres françaises). L'Allemagne finançant largement et influençant la ligne éditoriale de la revue.
De retour à Paris, il aurait fondé avec certains de ses amis, dont Simone de Beauvoir, un mouvement de Résistance, « Socialisme et liberté ». Annie Cohen-Solal mentionne plusieurs réunions avec notamment, Maurice Merleau-Ponty, Raymond Marrot, Simone de Beauvoir, François Cuzin, Simone Debout-Oleszkiewicz, Yvonne Picard, Jean Pouillon, Jacques-Laurent Bost. Elle évoque la rédaction et la diffusion de tracts et cite les témoignages de Beauvoir, Georges Chazelas, Dominique et Jean-Toussaint Desanti. Herbert R. Lottman rapporte également la brève existence de ce groupe. Daniel Cordier rapporte aussi que Pierre Kaan, en mai 1943 à Paris, lui a dit que Sartre, à son retour du camp de prisonniers en 1941, avait essayé de regrouper des intellectuels amis dans un « projet de résistance » auquel il avait en effet donné le nom de « Socialisme et liberté », mais qu'il avait abandonné après quelques mois. Il faut noter cependant qu'aucune recherche n'a pu mettre en évidence une quelconque existence de ce mouvement (Le Catalogue des périodiques clandestins diffusés en France de 1939 à 1945, publié par la Bibliothèque nationale en 1954, n'en fait aucune mention) ou d'activité de résistance de Sartre durant cette période, ce que confirme le journaliste résistant Henri Noguères à l'historien Gilbert Joseph :

« Je maintiens qu'en une vingtaine d'années consacrées à la recherche et à des travaux sur l'histoire de la Résistance en France, je n'ai jamais rencontré Sartre ou Beauvoir,. »

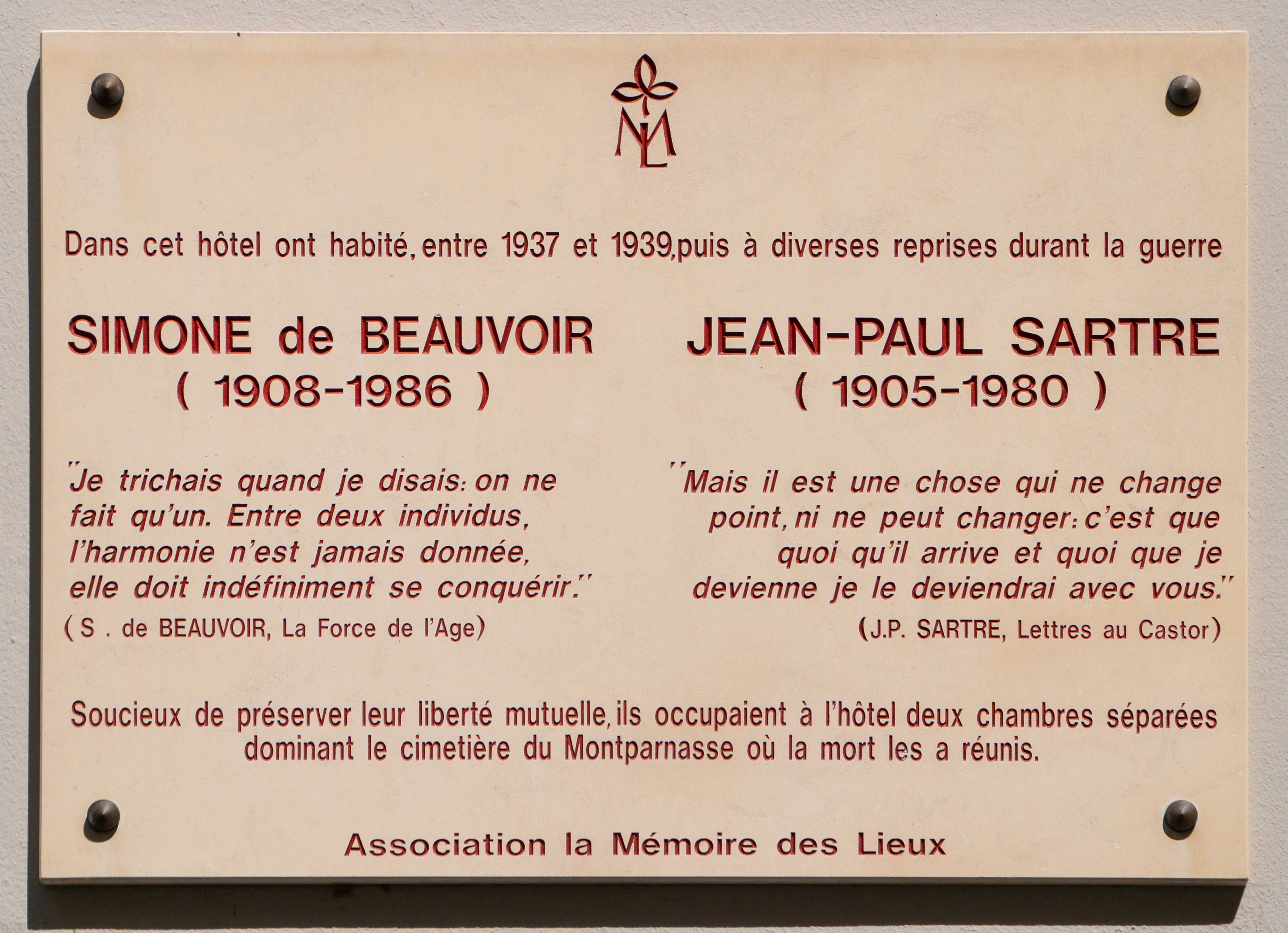
Plaque commémorative rue de Cels

Il sera d'ailleurs profondément critiqué par Jankélévitch qui lui reprochera de s'être occupé davantage de l'avancement de sa carrière que de dénoncer ou contrarier l'occupant. En été 1941 il aurait traversé la province à vélo pour tenter en vain d’étendre le mouvement hors de la capitale et de rallier d’autres intellectuels comme Gide ou Malraux. Après l’arrestation de deux camarades, le groupe « Socialisme et liberté » se serait auto-dissous vers la fin 1941. Sartre a toujours reconnu l'échec de cette tentative, précisant après la guerre : « Nous n'étions pas des résistants qui écrivaient, mais des écrivains qui résistaient »[réf. souhaitée].
En octobre 1941 Jean-Paul Sartre est affecté au lycée Condorcet au poste de professeur de khâgne en remplacement de Ferdinand Alquié. Ce poste était initialement (et jusqu'en 1940) occupé par le professeur Henri Dreyfus-Le Foyer, évincé en raison de sa judéité. Sartre a au préalable certifié sur l'honneur qu'il n'était ni franc-maçon ni juif, comme l'exigent les autorités françaises. Effet d'aubaine indubitable, ce fait révélé en octobre 1997 par Jean Daniel dans un éditorial du Nouvel Observateur lui sera reproché, mais pas à Ferdinand Alquié. Ingrid Galster (de) se pose la question de la qualité de l'engagement de Sartre et remarque « qu'il l'ait voulu ou non voulu : objectivement, il profitait des lois raciales de Vichy. » Il publie à cette époque plusieurs articles dans la revue Comœdia, collaborationniste, qui fut dirigée du 21 juin 1941 au 5 août 1944 par René Delange et contrôlée par la Propaganda-Staffel,.
En mai 1943, ayant prié Pierre Kaan de lui faire rencontrer un représentant de la France libre, Sartre obtient un rendez-vous avec Daniel Cordier, à Saint-Germain-des-Prés, au cours duquel il lui demande de l'argent et du matériel de sabotage afin de devenir actif et d'« exister militairement ».
Sartre fait jouer en 1943 une pièce qu’il a composée, Les Mouches, reprenant le mythe d’Électre et qui sera présentée comme un appel symbolique à résister à l'oppresseur. Cette interprétation sera contestée, notamment par Gilbert Joseph pour qui l'intention résistante y est absente ou invisible. C'est lors de la première qu'il fait la connaissance de Camus. En cette période d'occupation la pièce n'a pas le retentissement escompté : salles vides, représentations interrompues plus tôt que prévu. Pour Jean Amadou, cette représentation est plus ambiguë :

« En 1943, dans l'année la plus noire de l'Occupation, il fit jouer à Paris Les Mouches. C'est-à-dire qu'il fit très exactement ce que fit Sacha Guitry, donner ses pièces en représentation devant un parterre d'officiers allemands, à cette différence qu'à la Libération, Guitry fut arrêté alors que Sartre fit partie du Comité d'épuration, qui décidait quel écrivain avait encore le droit de publier et quel autre devait être banni. André Malraux qui, lui, avait risqué sa vie dans la Résistance, ne se crut pas autorisé pour autant à faire partie de ce tribunal autoproclamé. »

À compter de 1943 et sur l'invitation de Claude Morgan, Sartre assiste aux réunions du Comité national des écrivains (CNE) et publie à quatre reprises dans les Lettres françaises. La même année il publie L'Être et le Néant, ouvrage influencé par les idées du philosophe allemand Heidegger, dans lequel il fait le point sur son système de pensée et en approfondit les bases théoriques. Du 17 janvier au 10 avril 1944 il livre douze émissions pour Radio-Vichy. Il écrit ensuite une pièce de théâtre, Les Autres, qui deviendra Huis clos, jouée en mai 1944 et qui, elle, rencontre un franc succès, notamment auprès des officiers allemands invités à la première représentation,. Lottman observe que « l'occupation allemande coïncida pour eux deux (Sartre et Beauvoir) avec leur accession à la célébrité ».

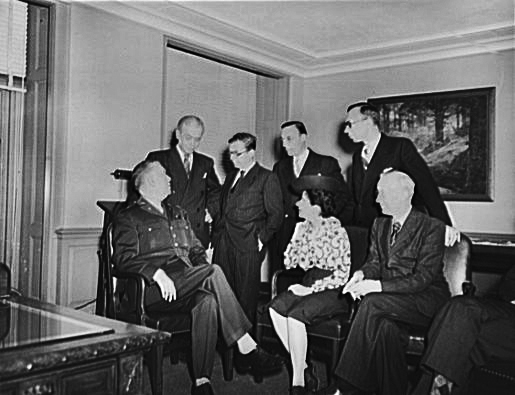
Visite de journalistes français au général George C. Marshall au Pentagone. De gauche à droite : (assis) le général Marshall, Etiennette Benichon, Louis Lombard, (debout) François Prieur, Jean-Paul Sartre, Stéphane Pizella et Pierre Denoyer, 1945

Peu après la libération de Paris, Sartre est recruté par Camus pour le réseau résistant Combat. Il écrit du 28 août 1944 au 4 septembre, dans les premiers numéros du journal du même nom, une série de sept articles sur la libération de Paris intitulée Un promeneur dans Paris insurgé,,,,,,, signés Jean-Paul Sartre mais écrits en réalité par Simone de Beauvoir,. Dès septembre 1944 il lance dans les Lettres françaises son fameux : 

« Jamais nous n’avons été aussi libres que sous l’occupation allemande… puisqu'une police toute puissante cherchait à nous contraindre au silence, chaque parole devenait précise comme une déclaration de principe ; puisque nous étions traqués, chacun de nos gestes avait le poids d'un engagement,. »

 Fin 1944 le département d'État américain invite une douzaine de reporters français à découvrir les États-Unis. Sartre en fait partie et devient durant quelques mois l'envoyé spécial du Figaro, journal de droite gaulliste, libérale et conservatrice alors qu'il se revendique socialiste ; il est accueilli comme un héros de la Résistance. C'est ainsi que commence sa renommée mondiale. La guerre a donc doublement coupé sa vie en deux : auparavant et jusqu'à L'Être et le Néant, philosophe de la conscience individuelle, peu concerné par les affaires du monde, Sartre se transforme en intellectuel engagé politiquement. Professeur parisien connu dans le monde intellectuel, il devient après la guerre une sommité internationale.

### Années de gloire

#### Les Temps modernes

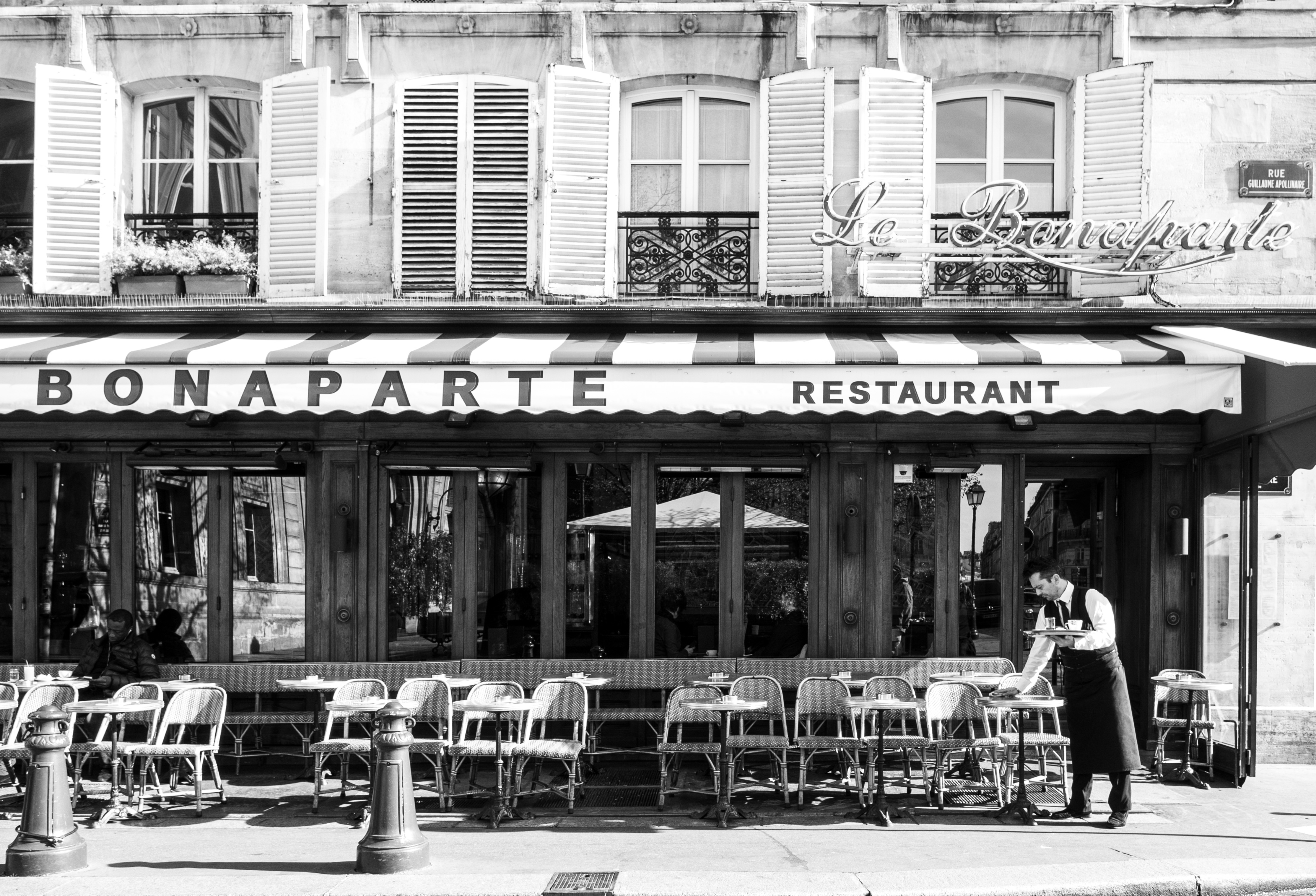
Au 42, rue Bonaparte à Paris, où Sartre habita entre 1945 et 1962.

Après avoir séjourné pendant l'occupation à l'hôtel La Louisiane au 60, rue de Seine, Jean-Paul Sartre s'installe en 1945 au 42, rue Bonaparte et y vit jusqu'en 1962. Après la Libération, Sartre connaît un succès et une notoriété importants ; il va, pendant plus d'une dizaine d’années, régner sur les lettres françaises. La diffusion de ses idées existentialistes se fera notamment au travers de la revue qu’il a fondée en 1945, Les Temps modernes.
Il entretient avec la journaliste Dolorès Vanetti, rencontrée aux États-Unis en 1945, une liaison de plusieurs années, révélée par les Mémoires de Simone de Beauvoir qui la réduit à la lettre « M. » C'est d'ailleurs À Dolorès, que le philosophe dédie, en octobre 1945, sa Présentation du premier numéro des Temps modernes, seule et unique allusion à sa passion de cinq ans pour cette journaliste française de New York qui, à un moment historique crucial, lui a ouvert la porte d'un autre continent et donné toutes les clés pour comprendre les États-Unis au cours de deux longs voyages.
Sartre y partage sa plume avec, entre autres, Simone de Beauvoir, Merleau-Ponty et Raymond Aron. Dans le long éditorial du premier numéro il pose le principe d'une responsabilité de l'intellectuel dans son temps et d'une littérature engagée. Pour lui, l'écrivain est dans le coup « quoi qu'il fasse, marqué, compromis jusque dans sa plus lointaine retraite (…) L'écrivain est en situation dans son époque ». Cette position sartrienne dominera tous les débats intellectuels des années 1960 aux années 1980.

#### La liberté et premiers engagements politiques
Lorsqu'en octobre 1945 Sartre fait une conférence dans une petite salle, c'est un événement : une foule nombreuse tente d'entrer, les gens se bousculent, des coups se donnent, des femmes s'évanouissent ou tombent en syncope,. Sartre y présente un condensé de sa philosophie, qui sera retranscrit dans L'existentialisme est un humanisme. Sa publication en 1946 par l'éditeur Nagel est faite à l'insu de Sartre qui juge la transcription ex abrupto, nécessairement simplificatrice, peu compatible avec l'écriture et le travail du sens que celle-ci implique.
Sartre veut à l'époque se rapprocher des marxistes, qui rejettent une philosophie de la liberté radicale, susceptible d'affaiblir les certitudes indispensables au militant : dans le texte de la conférence Sartre expose le leitmotiv de l'existentialisme, l'homme ne peut pas refuser sa liberté, la liberté tend au futur, tout acte de liberté est projet, la réalisation d'un projet individuel modifie la réalisation d'autres projets individuels, chaque individu est responsable vis-à-vis de son projet individuel et du projet des autres, la liberté est le fondement de toutes les valeurs humaines, l'engagement dans les choix des sociétés rend l'homme un homme à part entière. Elsa Triolet, femme de lettres communiste, va jusqu'à déclarer : « Vous êtes philosophe, donc antimarxiste » et son ancien élève Jean Kanapa, intellectuel et dirigeant du parti communiste français, publier en 1947 un texte intitulé L'existentialisme n'est pas un humanisme.
C'est sous l'angle de la liberté et du libre-arbitre qu'il édite à cette époque Descartes, un choix de textes du philosophe. Dans la foulée, le PCF confie à Jean Kanapa la création d'un nouvel hebdo censé contrer le succès de Sartre, La Nouvelle Critique, en décembre 1948, qui promeut un jdanovisme artistique sans concession. Quand il s'attaquera à l'écrivain Dionys Mascolo en 1953 pour son livre exprimant une volonté de penser différemment le communisme, Sartre le défendra violemment dans les Temps modernes : « il faut plus d’une hirondelle pour ramener le printemps, plus d’un Kanapa pour déshonorer un parti », en concluant ainsi : « le seul crétin, c’est Kanapa. »
En 1946 Sartre s'est brouille avec Raymond Aron à l'occasion d'une émission radiophonique de l'équipe des Temps modernes sur et contre de Gaulle. Aron ne fait plus partie de l'équipe depuis juin 1946, mais lors de la confrontation il est néanmoins appelé comme arbitre par Sartre et ses amis venus pour ferrailler avec des gaullistes. Sartre, en verve, compare de Gaulle à Hitler, arguant que les deux ont la moustache en commun, ce qui provoque la fureur des gaullistes présents. Aron, pris entre deux feux, demeure silencieux et Sartre en conclut qu'il est contre lui sur le plan politique. Simone de Beauvoir affirme quant à elle de façon encore plus catégorique et tranchante qu'Aron « se solidarisa » avec les ennemis de Sartre

#### Mode de l'existentialisme
Les élites intellectuelles veulent maintenant « être » existentialistes, « vivre » existentialistes. Saint-Germain-des-Prés, lieu où habite Sartre, devient le quartier de l'existentialisme, en même temps qu'un haut lieu de vie culturelle et nocturne : on y fait la fête dans des caves enfumées, en écoutant du jazz, ou encore en allant au café-théâtre. C'est dans ces caves que Boris Vian se lie d'amitié avec le couple Sartre-Beauvoir – le Jean Sol Partre et la Duchesse de Bovouard de L'Écume des jours – et toute la bande des sartriens. En décembre 1946 le couple Vian, qui donne une « tartine-partie », assiste, éberlué, à la rupture entre Merleau-Ponty et Camus, ainsi qu'à la première brouille entre Sartre et Camus. L'épouse de Vian tape à la machine les textes de Sartre en vue de leur parution dans la revue Les Temps modernes, ; elle vivra de 1949 jusqu'à sa mort une liaison avec lui.

#### Réflexions sur le racisme
Sartre met sa plume au service des minorités délaissées, en particulier les Juifs français et les Noirs. En effet, il publie en 1945 plusieurs articles consultables dans la nouvelle édition de Situations II sur la condition des Noirs aux États-Unis, le racisme et les discriminations dont ils sont victimes. En 1946, il publie ses Réflexions sur la question juive dont il a écrit en 1945 la première partie, le Portrait de l'antisémite, dans le no 3 des Temps Modernes. Il s'attaque alors à l'antisémitisme en France à une période où les Juifs qui rentrent des camps sont rapidement délaissés. « Les analyses sartriennes mettent en garde contre l’idée d’un racisme « ordinaire » qui tend à essentialiser les différences pour ensuite en faire la cause des comportements, la cause des maux que l’on subit. En associant le sort des Juifs à celui de tous les autres Français, Sartre souligne la responsabilité de chacun d’entre nous, individuellement et collectivement, pour lutter contre le racisme »,. En 1948, en introduction de l'Anthologie de la nouvelle poésie nègre et malgache de Léopold Sédar Senghor, il écrit Orphée Noir, repris dans Situations III, critique du colonialisme et du racisme à l'aune de la philosophie qu'il avait développée en 1943 dans L'Être et le Néant. "La libération des Noirs doit en passer par un moment de négativité qui consiste à assumer une distinction entre Noirs et Blancs, à revendiquer une différence pour mieux exiger l’égalité.". C'est la "négritude", qu'il défend dans sa Préface l'anthologie éditée par Léopold Sedar Senghor.
Les écrits de Sartre inquiètent le FBI qui le surveille dès 1945-1946 et jusqu'aux années 1970, allant jusqu'à lui voler des carnets de brouillons.

#### Rassemblement démocratique révolutionnaire
Pendant ce temps, Sartre va affirmer son engagement politique en éclairant sa position, au travers de ses articles dans Les Temps modernes : Sartre épouse, comme beaucoup d'intellectuels de son époque, la cause de la révolution marxiste, mais sans pour autant donner ses faveurs au Parti communiste, aux ordres d'une URSS qui ne peut satisfaire l'exigence de liberté. Simone de Beauvoir, Sartre et ses amis continuent donc à chercher une troisième voie, celle du double refus du capitalisme et du stalinisme. Il soutient Richard Wright, un écrivain noir américain ancien membre du Parti communiste américain exilé en France dès 1947.
Dans sa revue Les Temps modernes, il prend position contre la guerre d'Indochine, s'attaque au gaullisme et critique l'impérialisme américain, sachant qu'il se rendit aux États-Unis en 1945 comme journaliste du Figaro pour populariser ses théories. Une fois de retour en France, il ira jusqu'à affirmer, dans cette même revue, que « tout anti-communiste est un chien ».
C'est alors que Sartre décide de traduire sa pensée en expression politique : en participant à la fondation d'un nouveau parti politique, le Rassemblement démocratique révolutionnaire (RDR). Mais malgré le succès de quelques manifestations, le RDR n’atteindra jamais un effectif suffisant pour devenir un véritable parti. Sartre donne sa démission en octobre 1949. Aron, qui a pour sa part rejoint le RPF gaulliste, juge le nom du RDR oxymorique, estimant que la révolution souhaitée par Sartre ne peut pas être démocratique.

#### Tentation communiste

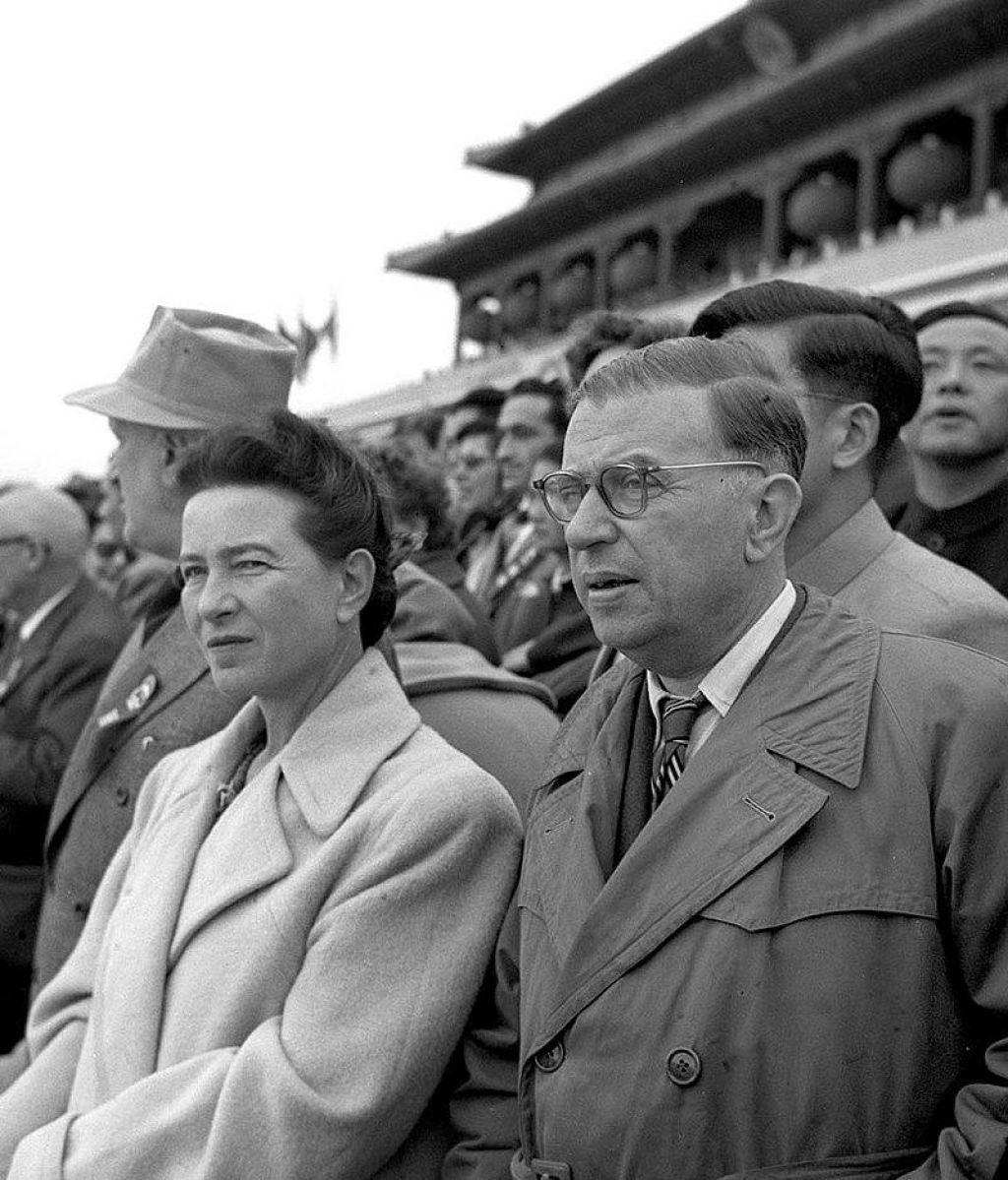
Simone de Beauvoir et Jean-Paul Sartre à Pékin en 1955.

Il apporte un soutien critique au PCF à partir de 1952, devenant un "compagnon de route" et 1956.  "L'arrestation de Bouguiba", le 19 janvier 1952 en Tunisie et le le ratissage du Cap Bon  par la Légion étrangère une semaine après, ainsi que la poursuite de la guerre d'Indochine, forment un ensemble qui "justifie pour Sartre un tel compagnonnage", car il veut soutenir le PCF "contre la flicaillerie d'un régime moribond".
"Le souci de rigueur de l'observation préalable à la contestation du fait colonial et la volonté d'ancrage moral dans la résistance française", caractérisent alors  l'engagement de son journal contre la guerre d'Indochine. La France venait de nommer résident général en Tunisie Jean de Hauteclocque, qui avait immédiatement interdit le congrès du Néo-Destour prévu le 18 janvier 1952 et procèdé à l'arrestation des militants dont Habib Bourguiba, générant une agitation anticolonialiste sans précédent puis les émeutes des 7 et 8 décembre 1952 à Casablanca qui ont suivi la grève générale pour protester contre l'assassinat de Ferhat Hached en Tunisie.
Ce virage de Sartre est en partie motivé par la répression policière et juridique dont le PCF est la cible, avant et après "complot des pigeons" et le "complot de Toulon". Inquiet et en colère, il estime à ce moment-là que, « si la classe ouvrière veut se détacher du Parti (PCF), elle ne dispose que d'un moyen : tomber en poussière ». Il n'adhère pas au PCF et participe surtout à la mouvance : il prend la présidence de l'Association France-URSS. En décembre 1952, il soutient les communistes au Conseil mondial de la paix. 
D'autres philosophes, surpris par ce virage, lui reprochent alors son silence sur les camps en URSS et sur l'éviction du PCF de Marty et Charles Tillon, processus qui devient connu à l'extérieur de ce parti à l'automne 1952. En 1954, de retour d'URSS, il déclare lors d'un entretien pour Libération : « Le citoyen soviétique possède, à mon avis, une entière liberté de critique, mais il s'agit d'une critique qui ne porte pas sur les hommes mais sur des mesures ». Seule la première partie de la phrase est généralement citée,. Ce virage sépare en particulier Sartre et Camus, très proches auparavant. Pour Camus, l'idéologie marxiste ne doit pas prévaloir sur les crimes staliniens, alors que pour Sartre on ne doit pas utiliser ces faits comme prétexte à l'abandon de l’engagement révolutionnaire.
Ce soutien critique au PCF ne va tenir que jusqu'en automne 1956, date à laquelle les chars soviétiques écrasent l'insurrection de Budapest. Après avoir signé une pétition d'intellectuels de gauche et de communistes contestataires, il donne le 9 novembre une longue interview au journal l'Express (journal mendésiste), pour se démarquer de manière radicale du parti.
Au final, malgré onze voyages en URSS, il n’écrit pas une ligne  sur le sujet, restant "aveugle à l’étouffement des peuples en terre soviétique" selon un livre à charge contre lui écrit par une universitaire en 2023. Ses pièces sont jouées en URSS, et surveillées politiquement, mais avec "plus de jeu dans les rouages" que pour les essais.

#### Structuralisme, Flaubert et prix Nobel refusé
L'existentialisme semble en perte de vitesse, dans les années 1960, l'influence de Sartre sur les lettres françaises et l'idéologie intellectuelle diminue peu à peu, notamment face aux structuralistes comme l'ethnologue Lévi-Strauss, le philosophe Foucault ou le psychanalyste Lacan. Le structuralisme s'oppose à l'existentialisme : il n'y a en effet dans le structuralisme que peu de place pour la liberté humaine, chaque homme est imbriqué dans des structures qui le dépassent. En fait Sartre, défenseur de la primauté de la conscience sur l'inconscient et de la liberté sur la nécessité des structures sociales, ne prend pas la peine de discuter de ce nouveau courant qu'est le structuralisme : il préfère se consacrer à l'analyse du XIXe siècle, de la création littéraire, et surtout à l'étude d'un auteur qui l'avait toujours fasciné, Flaubert. De plus, dans les années 1960, sa santé se détériore rapidement. Sartre est prématurément usé par sa constante suractivité littéraire et politique, mais aussi par le tabac et l'alcool, qu'il consomme en grandes quantités.
Le 22 octobre 1964, l’académie du Nobel décerne à Jean-Paul Sartre le prix Nobel de littérature, mais il refuse sans vraiment l'annoncer en France, ayant juste confié l'information à un journaliste parvenu à le retrouver pour lui annoncer la nouvelle, François de Closets alors à l'AFP : « Je le refuse, et vous pouvez l'écrire ! ». 
Deux jours plus tard, le 24 octobre 1964, il s'en explique plus longuement dans une lettre ouverte adressée à l'académie suédoise et dont le texte sera publié respectivement par les quotidiens français Le Monde et Le Figaro. Ce fait inédit aura un très grand retentissement dans le monde. Car, selon Sartre, « aucun homme ne mérite d’être consacré de son vivant ».
Il avait de même refusé la Légion d'honneur, en 1945, ou encore une chaire au Collège de France. Ces honneurs auraient, selon lui, aliéné sa liberté, en faisant de l'écrivain une espèce d'institution. Cette action restera célèbre car elle illustre bien l’état d’esprit de l'intellectuel qui se veut indépendant du pouvoir politique.
En 1956, à l'âge de 21 ans, Arlette Elkaïm fait la connaissance de Sartre. Ils vivent une brève liaison amoureuse. En 1964, Sartre en fait légalement sa fille par adoption. En 1980, à la mort de Sartre, elle devient sa légataire universelle.

### Années d'engagement
Si Sartre a pris ses distances avec le parti communiste (même si, à la suite d'un de ses voyages en Union soviétique du 26 mai au 24 juin, il donne, en juillet de la même année, cinq longs entretiens dans le quotidien Libération à Jean Bedel qui résume la teneur du premier d'entre eux par ce titre : La liberté de critique est totale en URSS), il continue de s'engager pour de nombreuses causes. Il est une des cibles du Congrès pour la liberté de la culture, une association culturelle anticommuniste fondée en 1950.

#### Guerre d'Indochine

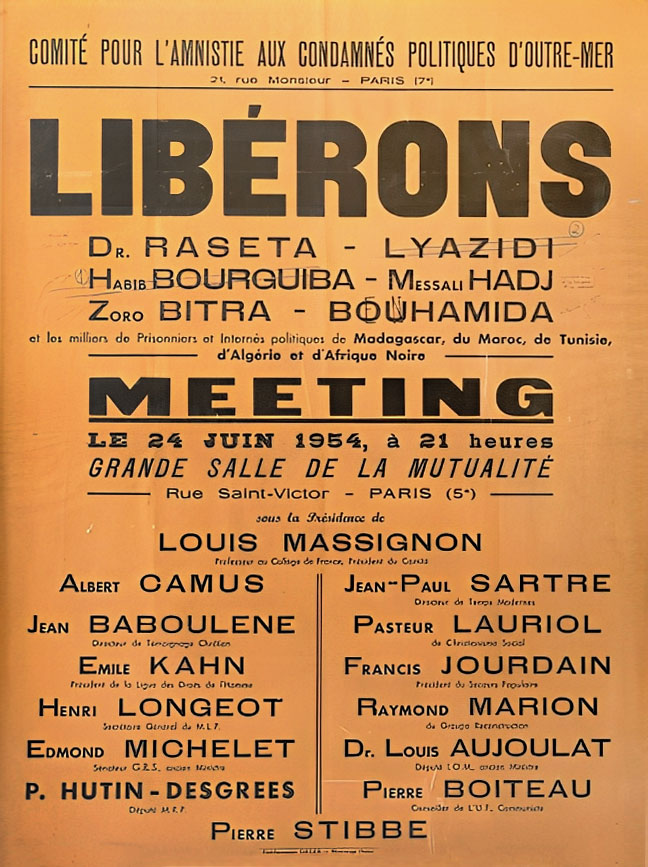
Affiche pour le meeting demandant la libération des prisonniers et internés politiques de Madagascar, du Maroc, de Tunisie, d’Algérie et d’Afrique noire, en présence de Jean-Paul Sartre, 24 juin 1954.

En 1950 éclate l'Affaire Henri Martin, un marin et militant du Parti communiste français arrêté pour avoir distribué des tracts contre la guerre d'Indochine dans une enceinte militaire, l'arsenal de Toulon. L'accusation porte également sur un acte de sabotage en faveur du Viêt Minh, accusation dont il est lavé par le tribunal de Toulon, pourtant exclusivement composé d'officiers. Jean-Paul Sartre s'engage en publiant notamment un ouvrage, L'affaire Henri Martin, qui résume les arguments de la défense. Preuve de la grande portée de cette affaire, d'autres intellectuels de gauche renommés participent au même ouvrage : Michel Leiris, Hervé Bazin, Prévert, Vercors… Jusqu'à la fin de la guerre, Sartre restera très vigilant, coordonnant notamment un numéro spécial des Temps modernes (Viet Nam, octobre 1953).

#### Guerre d'Algérie
Dès 1955, Sartre et la revue Les Temps modernes prennent parti contre l'idée d'une Algérie française et soutiennent le désir d'indépendance du peuple algérien. Sartre s'élève contre la torture, revendique la liberté pour les peuples de décider de leur sort, analyse la violence comme une gangrène, produit du colonialisme. Dans sa célèbre préface des Damnés de la Terre, œuvre de Frantz Fanon qui étudie les rapports entre violence et oppression, il va jusqu'à écrire : « il faut tuer : abattre un Européen c'est faire d'une pierre deux coups, supprimer en même temps un oppresseur et un opprimé : restent un homme mort et un homme libre ; le survivant ». Cette citation sera par la suite abondamment reprise et commentée,. En 1960, lors du procès des réseaux de soutien au FLN, il se déclare « porteur de valise » du FLN. En septembre 1960, il signe le Manifeste des 121, titré « Déclaration sur le droit à l’insoumission dans la guerre d’Algérie ». Il participe à la manifestation du 1er novembre 1961 consécutive au massacre du 17 octobre 1961, au cours duquel des dizaines de manifestants algériens sont tués à Paris par la police, et à celle du 8 février 1962, en protestation contre la répression meurtrière (neuf morts) du métro Charonne.
Ces prises de position ne sont pas sans danger, son appartement sera plastiqué deux fois par l'OAS, et Les Temps modernes saisis cinq fois.
Il soutient également la cause du Néo-Destour en Tunisie et de l'Istiqlal au Maroc, tous deux indépendantistes. Selon Sartre, « le colonialisme refuse les droits de l'homme à des hommes qu'il a soumis par la violence, qu'il maintient de force dans la misère et l'ignorance, donc, comme disait Marx, en état de « sous-humanité ». Dans les faits eux-mêmes, dans les institutions, dans la nature des échanges et de la production, le racisme est inscrit ».

#### Cuba

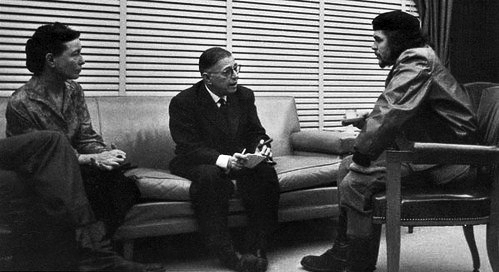
Simone de Beauvoir et Jean-Paul Sartre rencontrent Ernesto Che Guevara, à Cuba en 1960.

Sartre soutient activement la révolution cubaine dès 1960, comme un grand nombre d'intellectuels tiers-mondistes. En juin 1960, il écrit dans France-Soir 16 articles intitulés Ouragan sur le sucre. Mais il rompt avec le gouvernement cubain en 1971 à cause de l’« affaire Padilla », lorsque le poète cubain Heberto Padilla est emprisonné pour avoir critiqué le régime castriste. Il dira de Fidel Castro : « Il m’a plu, c’est assez rare, il m’a beaucoup plu ». Face à la répression des homosexuels, notamment avec la mise en place des Unités militaires d'aide à la production, Sartre déclare que « les homosexuels sont les juifs de Cuba ».

#### Mai 68
Sartre, qui a déjà publié en 1960 le tome I de la Critique de la raison dialectique et prépare le tome II, paru inachevé et posthume, participe activement aux événements de mai 1968. Déjà en 1967, il était revenu sur le devant de la scène en présidant avec Bertrand Russell le tribunal Russell, un tribunal autoproclamé, une assemblée internationale d'intellectuels, de militants et de témoins chargés de juger les guerres et de les condamner, en particulier la guerre des Américains au Vietnam.

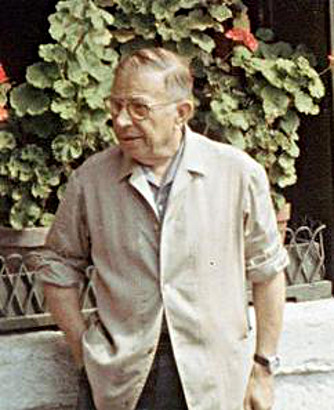
Sartre à Venise, en 1967

S'il n'a pas été l'inspirateur des événements de mai 1968, il se fera l'écho de la révolte dans la rue, sur les estrades, dans les journaux, et aux portes des usines en grève. « La solidarité que nous affirmons ici avec le mouvement étudiant dans le monde […] est d’abord réponse aux mensonges par lesquels toutes les institutions et les formations politiques (à peu d’exceptions près) et tous les organes de presse et de communication (presque sans exception) cherchent depuis des mois à altérer ce mouvement, à en pervertir le sens ou même à tenter de le rendre dérisoire », déclare-t-il dès le 10 mai 1968, dans une tribune publiée par Le Monde,.
Pour mieux comprendre la révolte estudiantine, il demande à rencontrer des nanterriens. Une assemblée générale vote pour envoyer deux représentants, Alain Geismar et Herta Alvarez, lycéenne de 18 ans, fille et petite-fille d'anarchistes espagnols et future documentariste. Reçus chez Simone de Beauvoir et repartis le 12 mai vers 2 heures du matin, ils garderont en mémoire l'humilité de Sartre, vérifiant qu'il comprend bien.
Dans Le Nouvel Observateur du 20 mai, il interviewe Daniel Cohn-Bendit, où il insiste plusieurs fois pour que Cohn-Bendit s’exprime sur le « programme » et les « objectifs » à long terme des étudiants, même si ce dernier refuse catégoriquement qu’il y en ait, car « définir un programme » serait « inévitablement paralysant » et car « ce désordre […] permet aux gens de parler librement ». Peu après, il écrit que « Personne chez nous n’a lu Marcuse. Certains lisent Marx, bien sûr, peut-être Bakounine, et, parmi les auteurs contemporains, Althusser, Mao, Guevara, Henri Lefebvre. Les militants politiques du Mouvement du 22 mars ont à peu près tous lu Sartre ».
À maintenant 63 ans, il se rend à la Sorbonne investie par les étudiants, afin de discuter avec eux. Il dénonce ensuite les « élections pièges à cons » de de Gaulle.
Sur le plan international, en septembre 1968, il condamne fermement l'intervention soviétique contre le printemps de Prague en Tchécoslovaquie.

#### Guerre du Vietnam/Rapport CIA/Assassinat de JFK
Dans les 2 891 documents déclassifiés sur autorisation du président américain Donald Trump, le 21 octobre 2017, en rapport avec l'assassinat de JFK, la CIA affirme que dans les années 1960, Jean-Paul Sartre, Simone de Beauvoir et plus étonnamment Catherine Deneuve auraient financé un « réseau d'activistes » qui « aidait les déserteurs » de la guerre du Vietnam, dont Larry Cox (en) (né en 1945), activiste qui a refusé à trois reprises d'intégrer l'armée américaine et de partir au Vietnam,,.

#### Le «Secours rouge» de l'extrême gauche

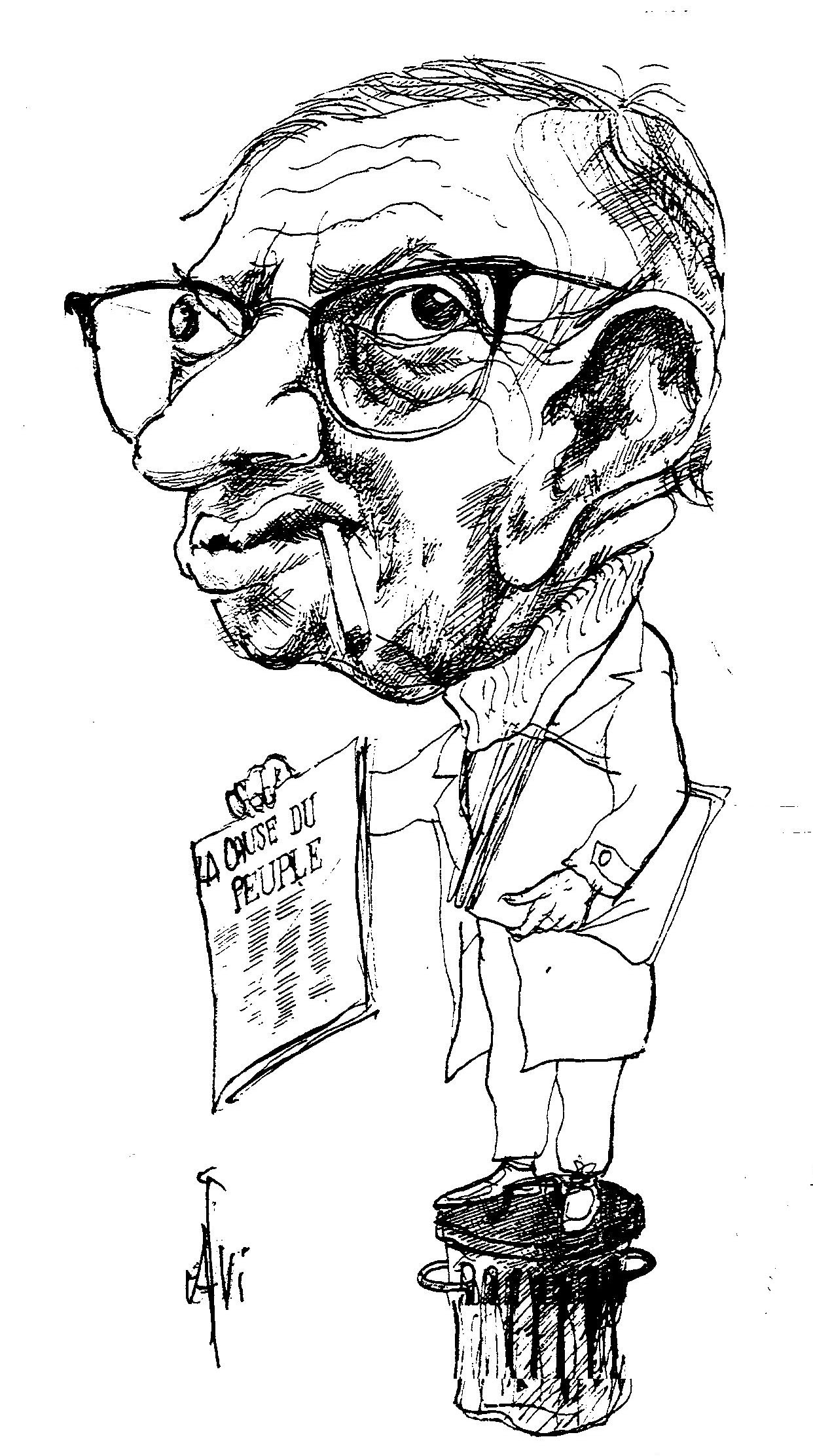
Jean-Paul Sartre vendant La Cause du peuple (dessin de Calvi).

Sartre soutiendra ensuite le « combat des maoïstes français » face aux tribunaux et à la police, plus que le mouvement mao en général. Depuis deux ans, il n'a plus rencontré les gauchistes. La première rencontre de Sartre avec les maoïstes est un déjeuner à la Coupole à la mi-avril 1970. Alain Geismar connaît Sartre depuis la nuit 11 ou 12 mai 1968 où il s'est longuement entretenu avec lui dans le duplex de Simone de Beauvoir. Deux ans après, il lui présente Benny Lévy, qui tire les ficelles du journal maoïste La Cause du Peuple étant saisi systématiquement sous la pression des autorités pompidoliennes, il accepte le 1er mai 1970 d'en devenir le directeur afin de le protéger, puis exige un rectificatif par rapport à son communiqué de soutien, pour que la formule « j'assume tous les actes » soit remplacée par « tous les articles ».
Il fait de même avec deux autres journaux maoïstes, Tout!, lancé en septembre 1970. Le 21 octobre 1970, à l'extérieur de l'usine Renault de Billancourt, il plaide pour un rapprochement entre intellectuels et ouvriers, expliquant que c'est à ces derniers, qui subissent aussi la violence de savoir ou non si Alain Geismar, ex-leader de Mai 68, jugé pour violences ailleurs, a raison ou tort. Sartre s'oppose plusieurs fois aux maoïstes, sur l'enlèvement d'un député, puis à celui d'un cadre de Renault après la mort de Pierre Overney.
En décembre 1970, il est le procureur général du Tribunal populaire de Lens, un Tribunal d'opinion organisé devant 500 personnes réunies dans une grande salle de la mairie de Lens, dans l'esprit du Tribunal Russel de 1967 et sous l'égide du Secours rouge (France). Ce Tribunal populaire de Lens doit faire la lumière sur les responsabilités de l'État et des ingénieurs dans un accident minier survenu en février 1970 à Fouquières-lès-Lens. Dans la foulée, il s'investit dans les deux premiers numéros du journal J'accuse lancé le 15 janvier 1971 (dont le nom est inspiré d'un éditorial d'Emile Zola au début du siècle au moment de l'Affaire Dreyfus) mais s'éloigne ensuite comme beaucoup de personnalités et partis qui avaient soutenu la création en juin 1970 du Secours rouge (France). Dès mars-avril 1971, sa partenaire dans ces projets, Simone de Beauvoir s'investit avec Gisèle Halimi dans la rédaction du Manifeste des 343 femmes avouant avoir avorté puis la création en juin de Choisir la cause des femmes.
Au printemps 1973, Sartre lance avec Serge July, Philippe Gavi, Bernard Lallement et Jean-Claude Vernier, un quotidien populaire, Libération ; Jean-Paul Sartre et Jean-Claude Vernier en sont les premiers directeurs de publication, et le restent jusqu’à leur démission le 24 mai 1974 pour désaccord avec Serge July, qui leur succède. Pendant toute cette période il se lie avec divers autres mouvements gauchistes et féministes, prêtant volontiers son nom afin de les aider.
En 1974, après la mort de famine d'Holger Meins en prison, Sartre, à la demande d'Ulrike Meinhof et par l'intermédiaire de Catherine Deneuve, visite Andreas Baader dans la prison de Stuttgart-Stammheim. Ceci à raison des conditions de détention des membres de la Fraction armée rouge.

#### Conflit israélo-palestinien
Sartre va s'occuper, alors qu'il arrive à la fin de sa vie, du conflit israélo-palestinien. Tout en reconnaissant la légitimité de l'État d'Israël, il dénonce les conditions de vie déplorables des Palestiniens qui expliqueraient selon lui le recours au terrorisme.
En 1976, il accepte le seul titre honorifique de sa carrière, celui de docteur honoris causa de l'université de Jérusalem, qui lui est remis à l'ambassade d'Israël à Paris par le philosophe Emmanuel Levinas. Il accepte ce titre pour des raisons « politiques » afin de créer une « liaison entre le peuple palestinien que je soutiens et Israël dont je suis l'ami ».

#### Engagement jusqu'au bout
À 65 ans, le 18 mai 1971, Sartre est victime d'une attaque cérébrale qui le laisse très affaibli. Le 5 mars 1973 une seconde attaque lui laisse la vie sauve, mais lui enlève presque totalement la vue. Sartre entre dans ses années d'ombre. Déjà diminué, il est alors contraint de décider « librement » que son œuvre est achevée, et qu'il ne finira donc jamais le tome IV de son Flaubert. Cela ne l'empêchera néanmoins pas de continuer à penser et à produire : il engage comme secrétaire un jeune normalien Benny Lévy, connu sous le nom de Pierre Victor lorsque ce dernier dirigeait le groupe maoïste de La Gauche prolétarienne, qui est chargé de lui faire la lecture, et avec qui il débat parfois violemment. Un an plus tard sort l'ouvrage On a raison de se révolter, livre d'entretiens avec Benny Lévy et Philippe Gavi, où Sartre évoque, entre autres, les problèmes liés à l'engagement contestataire.
En 1975, Marcel Jullian lui propose de réaliser une série documentaire pour l'ORTF, à la condition de lui fournir, d'abord, un épisode pilote. Ce dernier refuse, assimilant cela à un examen et, donc, à un fait de censure.
Sartre poursuit ses engagements jusqu'à la fin de sa vie : quelques interventions politiques, telles que la visite à Andreas Baader, et un voyage de soutien à la révolution des œillets au Portugal, font renaître dans les milieux de l'extrême gauche européenne des élans de sympathie pour le vieil homme.
Sartre signe aussi différents appels pour la libération de dissidents soviétiques, et, lors de la rencontre entre Brejnev et Valéry Giscard d'Estaing à Paris en 1977, il organise au même moment une rencontre avec des dissidents soviétiques. Ce soir-là, pour Sartre entouré de Michel Foucault, Gilles Deleuze, André Glucksmann, Simone Signoret et bien sûr Simone de Beauvoir, 105 radios et télévisions sont venues du monde entier, plus qu'à l'Élysée pour Brejnev[réf. nécessaire]. La même année, il signe avec Louis Aragon, Simone de Beauvoir, Jack Lang, Bernard Kouchner la lettre ouverte parue dans Le Monde pour défendre Bernard Dejager, Jean-Claude Gallien et Jean Burckardt accusés de pédophilie pour avoir eu des relations sexuelles avec des filles et des garçons de 13 et 14 ans.
Le 25 mai 1979, un éditorial de Bertrand Poirot-Delpech dans Le Monde s'étonne qu'un "magazine proche de la majorité" ait vu dans la "mort" du philosophe, encore vivant, un des signes d'une "grande lessive des idées", rappelle "la quasi-cécité où il est plongé depuis 1973" et estime que la droite, dont Sartre est, selon Bertrand Poirot-Delpech, la "vieille bête noire" se sert de lui pour une "campagne de dénigrement" qu'elle "mène depuis les élections de 1978 contre la gauche intellectuelle". L'auteur rappelle "la méfiance envers le PCF" de Sartre, "attestée par les dix volumes de Situations (de 1945 à 1976)" et dénonce "des formules tronquées comme la peur de désespérer Billancourt". Peu après, en juin 1979,, un dernier événement médiatique pour Sartre émeut le grand public : accompagné de son rival Raymond Aron, et du jeune philosophe André Glucksmann, il se rend très affaibli à l'Élysée pour demander à Valéry Giscard d'Estaing d'accueillir des réfugiés d'Indochine, les « boat people », qui se noient par centaines en tentant de quitter le Viêt Nam. Indépendamment des différences d'opinions politiques auxquelles il attache désormais moins d'importance, Sartre affirme, au crépuscule de sa vie, l'exigence de sauver des vies partout où elles sont menacées. Il invoque ainsi désormais les « droits de l'homme », qu'il avait autrefois condamnés, critiquant leur caractère « bourgeois ». Sartre a également adhéré, avec Simone de Beauvoir, au comité de soutien à l'ayatollah Khomeini, opposant principal au régime impérial du Chah, lorsque Khomeini vivait en exil à Neauphle-le-Château.

#### Le scandale del'Espoir maintenant
Entre 1978 et 1980, Benny Lévy fait découvrir à Sartre l’œuvre d'Emmanuel Levinas. Des entretiens enregistrés de Sartre avec Benny Lévy sur Levinas et sur le judaïsme, résulte le dialogue L’Espoir maintenant, publié dans Le Nouvel Observateur, sur trois numéros, le 10, le 17 et le 24 mars 1980.
L’Espoir maintenant provoque un scandale. Benny Lévy est accusé par l'entourage de Sartre d'avoir abusé de son état de faiblesse pour lui imposer sa pensée. Olivier Todd parle d'un « détournement de vieillard », tant semble différente la parole de Sartre dans ces entretiens. Simone de Beauvoir reproche à Benny Lévy d’avoir contraint Sartre à des déclarations démentes. Jean Guitton tient de telles déclarations pour un reniement de l'athéisme de Sartre et y voit l'influence de son nouveau et dernier secrétaire. John Gerrasi (en), l’un des biographes de Sartre, dénonce la « manipulation diabolique » de Benny Lévy, « un petit chef de guerre fanatique », « un juif égyptien », devenu « rabbin et talmudiste ». Un an après la mort de son compagnon, Simone de Beauvoir écrit encore que « l'entretien avec Benni Lévi (sic) n'était pas du vrai Sartre ». L'avocate Gisèle Halimi, qui a été une amie très proche du philosophe depuis 1957, est revenue, en 2005, sur ces propos en affirmant : « Cet interview est incontestablement un faux […]. Ce n'est pas du Sartre libre jouissant de toutes ses facultés ».
Toutefois, Jean Daniel, le directeur du Nouvel Observateur, témoigne que Sartre est parfaitement conscient de ce qu'il fait en publiant L’Espoir maintenant. Il a fallu que Sartre appelle Jean Daniel pour que ce dernier décide de le publier. Daniel lui a demandé : « Vous avez le texte près de vous ? – Je l'ai en tête », a répondu Sartre. Et, en effet, « il le connaissait par cœur », assure Daniel. Et Sartre d'insister : « Je veux, Jean Daniel, je dis bien je veux que mon entretien avec Victor soit publié dans l’Obs. C’est moi Sartre qui vous parle. Je compte sur vous ». C'est le dernier scandale que Sartre a provoqué.
Pour Vincent de Coorebyter, spécialiste de Sartre, « il n’y a pas détournement mais déploiement », certainement plus « une rencontre » qu'« une influence » mais il n'y a ni « manipulation » par Benny Lévy car l'instrumentalisation est réciproque, ni « conversion » qui relèverait du mythe ni non plus de « rupture » ou de « révolution » dans sa philosophie. Le penseur belge considère même que dans ces entretiens, « Sartre est resté bien plus fidèle à lui-même qu’il ne le voulait ».
Alors qu'il mène ces entretiens avec Sartre, de 1975 à 1980, Benny Lévy prend des notes dans des cahiers qui seront publiés chez Verdier en 2007 sous le titre Pouvoir et Liberté.

#### Décès
Atteint d'urémie, Jean-Paul Sartre meurt le 15 avril 1980 à près de 75 ans à l’hôpital Broussais de Paris, à la suite d'un œdème pulmonaire.

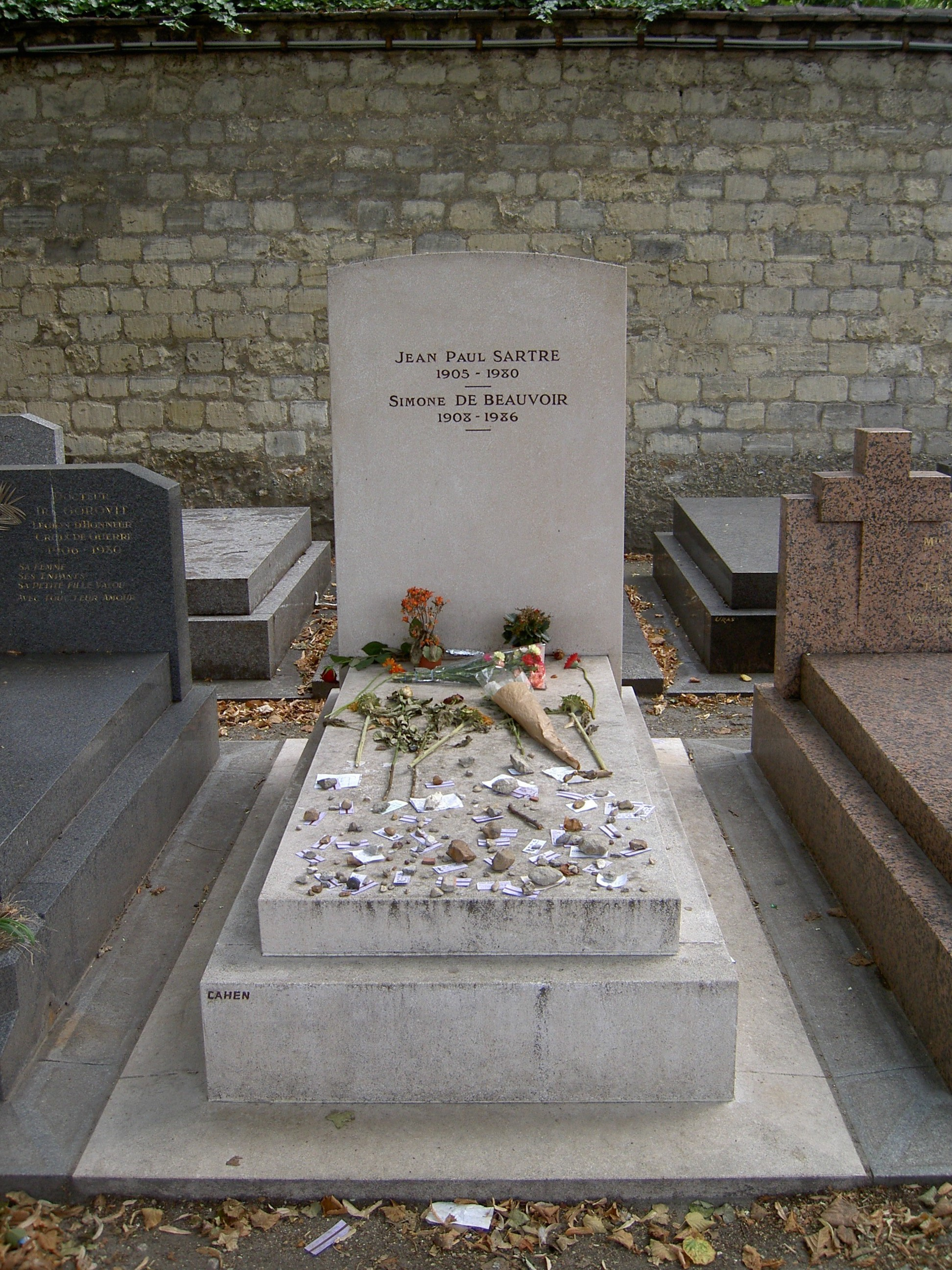
Tombe de Jean-Paul Sartre et Simone de Beauvoir au cimetière du Montparnasse de Paris.

Dans le monde entier, l'annonce de sa mort provoque une émotion considérable. Pour son enterrement, le 19 avril 1980, cinquante mille personnes descendent dans les rues de Paris, accompagnant son cortège pour lui rendre un ultime hommage ; une foule énorme, sans service d'ordre, pour celui qui aura su captiver trois générations de Français. Parmi eux, ses anciens élèves des années du Havre ou de Paris, les camarades de la Libération et les communistes des années 1950, les anciens militants de la paix en Algérie, enfin de jeunes maos.
Il est inhumé au cimetière du Montparnasse à Paris (14e), dans la 20e division — juste à droite de l’entrée principale boulevard Edgar-Quinet. Simone de Beauvoir, décédée le 14 avril 1986, est inhumée à ses côtés. Sur la tombe, une plaque porte cette simple inscription : « Jean-Paul Sartre, 1905-1980 ».

## Philosophie
Sartre est considéré comme le père de l'existentialisme français et sa conférence de 1945, L'existentialisme est un humanisme, est considéré comme le manifeste de ce mouvement philosophique. Toutefois, la philosophie de Sartre, en 20 ans, a évolué entre existentialisme et marxisme. Ses œuvres philosophiques majeures sont L'Être et le Néant (1943) et la Critique de la raison dialectique (1960).

### Être en-soi et être pour-soi
Dans L'Être et le Néant, Sartre s'interroge sur les modalités de l'être. Il en distingue trois : l'être en-soi, l'être pour-soi et l'être pour autrui.
– l'être en-soi, c'est la manière d'être de ce qui « est ce qu'il est », par exemple l'objet inanimé « est » par nature de manière absolue, sans nuance, un ;
– l'être pour-soi est l'être par lequel le néant vient au monde (de l'en soi). C'est l'être de la conscience, toujours ailleurs que là où on l'attend : c'est précisément cet ailleurs, ce qu'il n'est pas qui constitue son être, qui n'est d'ailleurs rien d'autre que ce non être ;
– l'être pour-autrui est lié au regard d'autrui qui, pour le dire vite, transforme le pour soi en en soi, me chosifie.
L'homme se distingue de l'objet en ce qu'il a conscience d'être (qu'il a conscience de sa propre existence). Cette conscience crée une distance entre l'homme qui est et l'homme qui prend conscience d'être. Or toute conscience est conscience de quelque chose (idée d'intentionnalité reprise de Brentano). L'homme est donc fondamentalement ouvert sur le monde, « incomplet », « tourné vers », existant (projeté hors de soi) : il y a en lui un néant, un « trou dans l'être » susceptible de recevoir les objets du monde.

« Le pour soi est ce qu'il n'est pas et n'est pas ce qu'il est »

— Sartre, L'Être et le Néant

« Il n'y a pour une conscience qu'une façon d'exister, c'est d'avoir conscience qu'elle existe »

— Sartre

« En fait, nous sommes une liberté qui choisit, mais nous ne choisissons pas d'être libres : nous sommes condamnés à la liberté. »

— Sartre

« Les objets sont ce qu'ils sont, l'homme n'est pas ce qu'il est, il est ce qu'il n'est pas. »

— Sartre

### L'existence précède l'essence
Dans la conférence intitulée L'existentialisme est un humanisme, du 29 octobre 1945, Sartre développe l'idée que l'homme n'ayant pas de nature définie a priori, il est libre de se définir lui-même par son projet. « Qu'est-ce que signifie ici que l'existence précède l'essence ? Cela signifie que l'homme existe d'abord, se rencontre, surgit dans le monde, et qu'il se définit après ».
Sartre rattache la liberté de l'homme au fait que Dieu n'existe pas, reprenant en un sens positif la phrase de Dostoïevski, « Si Dieu n'existe pas, tout est permis ». Il prend cette formule au sérieux : « il n'y a pas de nature humaine, puisqu'il n'y a pas de Dieu pour la concevoir ». L'homme n'est pas de toute éternité, dans l'esprit d'un Dieu créateur, comme l'idée d'un objet technique (tel un coupe-papier) dans l'esprit de l'artisan. Par conséquent, aucune norme transcendante n'indique à l'homme ce qu'il doit faire. L'homme est libre, « il est liberté », et n'est rien d'autre que ce qu'il se fait.
Sartre explique que cette liberté implique une responsabilité : en se choisissant lui-même, l'homme établit un modèle de ce qui vaut pour l'homme en général. « Ainsi, notre responsabilité est beaucoup plus grande que nous ne pourrions le supposer, car elle engage l'humanité entière ». En faisant de chacun « un législateur qui choisit pour l'humanité entière », Sartre retrouve aussitôt l'universel, dont il semblait s'écarter en confrontant l'individu à la liberté absolue de son choix, sur fond d'« angoisse » et de « délaissement », deux concepts inspirés de la lecture de Kierkegaard et de Heidegger. On ne peut échapper ni à la liberté du choix de son existence et de ses actions, ni à leur caractère exemplaire pour tout homme : l'invocation de motifs pour ne pas exercer sa liberté est assimilée à de la « mauvaise foi ».
Certaines formules de L'existentialisme est un humanisme sont restées célèbres, comme « Nous sommes seuls, sans excuses », ou bien « L'homme est condamné à être libre », qui fait écho à son provocateur « nous n’avons jamais été aussi libres que sous l’Occupation », publié en septembre 1944 dans les Lettres françaises.

### Liberté et aliénation
Selon Sartre, l'homme est ainsi libre de choisir son essence. Pour lui, contrairement à Hegel, il n'y a pas d'essence déterminée, l'essence est librement choisie par l'existant. L'homme est absolument libre, il n'est rien d'autre que ce qu'il fait de sa vie, il est un projet. Sartre nomme ce dépassement d'une situation présente par un projet à venir, la transcendance.
L'existentialisme de Sartre s'oppose ainsi au déterminisme qui stipule que l'homme est le jouet de circonstances dont il n'est pas maître. Sartre estime que l'homme choisit parmi les événements de sa vie, les circonstances qu'il décidera déterminantes. Autrement dit, il a le pouvoir de 'néantiser', c'est-à-dire de combattre les déterminismes qui s'opposent à lui.
Au milieu de sa vie intellectuelle, il réussit à concilier une part de mécanicisme marxiste avec sa doctrine de l'existentialisme, qui refuse le déterminisme fondé dans les conditions socio-économiques. Il développe ainsi une philosophie de l'histoire et une ontologie qu'il appelle méthode progressive-régressive. Cette pensée de l'influence de la société sur l'homme s'inscrit dans son concept d'extéro-conditionnement, qui décrit l'action de transmission d'informations d'un groupe sur un autre dans le but de les conditionner socialement. Il ne s'agit donc pas d'un pouvoir de contrainte mais de l'utilisation par un groupe déterminé d'outils d'influence.
Au nom de la liberté de la conscience, Sartre refuse le concept freudien d'inconscient remplacé par la notion de « mauvaise foi » de la conscience. L'homme ne serait pas le jouet de son inconscient mais choisirait librement de se laisser nouer par tel ou tel traumatisme. Ainsi, l'inconscient ne saurait amoindrir l'absolue liberté de l'Homme.
Selon Sartre, l'homme est condamné à être libre. L'engagement n'est pas une manière de se rendre indispensable mais responsable. Ne pas s'engager est encore une forme d'engagement.
L'existentialisme de Sartre est athée, c'est-à-dire que, pour lui, Dieu n'existe pas (ou en tout cas « s'Il existait cela ne changerait rien »), donc l'homme est seule source de valeur et de moralité ; il est condamné à inventer sa propre morale et libre de la définir. Le critère de la morale ne se trouve pas au niveau des « maximes » (Kant) mais des « actes ». La « mauvaise foi », sur un plan pratique, consiste à dire : « c'est l'intention qui compte ».
Selon Sartre, la seule aliénation à cette liberté de l'homme est la volonté d'autrui. Ainsi fait-il dire à Garcin dans Huis clos : « L'Enfer c'est les Autres ».

### Marxisme
Jean-Paul Sartre présente le marxisme comme « horizon philosophique indépassable de notre temps ». Après avoir observé et analysé l'existence et la liberté de l'homme en tant qu'individu, Sartre s'est interrogé sur l'existence d'une conscience collective et son rapport avec la liberté individuelle. Dans sa Critique de la raison dialectique (1960), Sartre affirme que la liberté de l'homme est aliénée par les sociétés féodales ou capitalistes. Il analyse comment, dans les sociétés aliénées, les libertés individuelles peuvent conduire à un effet opposé à l'intention générale et à l'aliénation de la liberté collective. Il suggère alors d'inverser le processus : le groupe doit pouvoir décider de regrouper les libertés individuelles pour permettre le développement de l'intention générale. Sartre pense que cette sorte d'aliénation de la liberté individuelle doit être librement choisie et s'oppose ainsi à toute forme de totalitarisme.

### L'espoir
La question du respect d’autrui traverse toute l’œuvre de Sartre, mais avec une acuité particulière quand il revient sur la question juive. Dans L’Espoir maintenant, Sartre met toujours en jeu « le lien étroit de la morale à l’existence d’autrui », pour Yvan Salzmann. « Toute conscience me paraît actuellement, à la fois comme se constituant elle-même et dans le même temps comme conscience de l’autre et comme conscience pour l’autre, ayant un rapport avec l’autre que j’appelle conscience morale », écrit Sartre dans L’Espoir maintenant.
La publication de ce texte fit scandale parce que ses détracteurs ont cru que Sartre se convertissait au judaïsme. En réalité, ce qui l’intéresse dans le judaïsme, c’est toujours la question du respect d’autrui et son lien avec la question de l’éthique et celle de l’histoire. « On a parlé d’aliénation et même de sénilité », remarque Bernard-Henri Lévy, « parce qu’évidemment l’auteur de L’Être et le Néant, de La Critique de la raison dialectique, venant dire : le peuple métaphysique par excellence, c’est le peuple juif ; […] un Sartre qui dit que c’est l’existence du peuple juif, sa survie à travers les âges qui lui fait comprendre que le culte de l’Histoire est une infamie et que Hegel s’est finalement trompé, un Sartre qui dit qu’il retrouve le sens de la réciprocité qui n’a rien à voir avec le groupe en fusion ou la chaleur de la meute, et un Sartre qui trouve ce goût de la réciprocité dans les rapports très curieux qui unissent le Dieu juif et son peuple. Tout cela, évidemment, surprend ».
Mais il ne s’agit nullement d’une conversion religieuse, pour Bernard-Henri Lévy. Au contraire, Sartre va jusqu’au bout de la logique athée, en contestant la vision hégélienne de l’histoire dans ce texte. Sartre retient l’espoir, mais l’espoir va bien au-delà de la religion, pour Sartre.

### Critique
Certains philosophes défendent l'idée que la pensée de Sartre est contradictoire. Plus spécifiquement, ils pensent que Sartre présente des arguments métaphysiques en dépit de son affirmation que ses vues philosophiques ignorent la métaphysique. Herbert Marcuse critiqua le fait que l’Être et le néant projette une anxiété et une absence de sens sur la nature de l'existence elle-même : « Dans la mesure où l'Existentialisme est une doctrine philosophique, elle reste une doctrine idéaliste : elle utilise une hypostase fallacieuse pour associer à des conditions historiques spécifiques de l'existence humaine des caractéristiques ontologiques et métaphysiques. Ainsi, l'Existentialisme devient une partie de l'idéologie même qu'elle attaque, et sa radicalité est illusoire ».
Dans Lettre sur l'Humanisme, Heidegger critiquait l'existentialisme de Sartre :

« L'Existentialisme dit que l'existence précède l'essence. Dans cette déclaration, il utilise existence et essence selon leur sens métaphysique, qui, depuis l'époque de Platon, a dit que l’essence précède l’existence. Sartre inverse cet énoncé. Mais l'inverse d'un énoncé métaphysique reste un énoncé métaphysique. Avec lui, il reste dans la métaphysique, dans l'oubli de la vérité d'Être. »

Les philosophes Richard Wollheim et Thomas Baldwin (en) ont défendu l'idée que la tentative de Sartre de montrer que la théorie de l'inconscient de Sigmund Freud est une erreur était fondée sur une mésinterprétation de Freud,. Richard Webster (en) considère que Sartre est l'un des penseurs modernes qui a reconstruit les orthodoxies judéo-chrétiennes sous une forme séculière.
Brian C. Anderson a accusé Sartre d'être un apologiste de la tyrannie et de la terreur, et un partisan du stalinisme, du maoïsme, et du régime de Fidel Castro à Cuba.
Sartre, qui déclara dans sa préface des Damnés de la Terre de Frantz Fanon qu'« abattre un Européen c'est faire d'une pierre deux coups, supprimer en même temps un oppresseur et un opprimé : restent un homme mort et un homme libre » a été critiqué par Anderson et Michael Walzer pour soutenir le meurtre de civils européens par le FLN pendant la guerre d'Algérie. Walzer suggère que Sartre, un Européen, était un hypocrite pour ne pas se porter volontaire pour aller se faire tuer,.
Clive James a condamné Sartre dans son livre de mini-biographies Cultural Amnesia (2007). James attaque la philosophie de Sartre comme étant « tout de la pose ».

## Écrits sur l'art et les artistes
Au sein de son œuvre, les études esthétiques de Sartre forment, à côté des écrits philosophiques et des textes littéraires, un troisième ensemble, souvent négligé, voire passé sous silence. En plus d’être un philosophe et un écrivain, Sartre peut donc aussi être considéré comme un critique littéraire. Dans les études qu'il consacre à des écrivains — Baudelaire, Faulkner, Genet, Mallarmé et Flaubert — ou à des artistes — Alberto Giacometti, Alexander Calder et au Tintoret —, Sartre s'attache à éclairer le rapport de ces créateurs à leurs œuvres. Leurs créations démontrent, selon lui, que la liberté est une condition préalable de l'art.

## Promotion de la pédophilie et accusations de détournement de mineures
Jean-Paul Sartre signe en 1977 aux côtés de 68 autres intellectuels français une tribune de Gabriel Matzneff publiée le 26 janvier 1977 dans le journal Le Monde, demandant la relaxe de trois hommes accusés d'« attentat à la pudeur sans violence sur des mineurs de quinze ans » dans le procès de l'affaire de Versailles. À la suite de ce procès, il est cosignataire d'une lettre ouverte à la commission de révision du Code pénal, exigeant que soient « abrogés ou profondément modifiés » les articles de loi concernant « le détournement de mineur », dans le sens « d'une reconnaissance du droit de l'enfant et de l'adolescent à entretenir des relations avec les personnes de son choix ». « Trois ans de prison pour des caresses et des baisers, cela suffit ! » écrivaient les signataires,. Ce mouvement pro pédophile est alors soutenu par de nombreux intellectuels, tels Simone de Beauvoir, Michel Foucault, Roland Barthes, Alain Robbe-Grillet, Jacques Derrida, Philippe Sollers ou encore Françoise Dolto.
En 2008, la Britannique Carole Seymour-Jones, auteure du livre A Dangerous Liaison, décrit le comportement de Beauvoir et de Sartre comme un « abus d’enfant » se rapprochant de la « pédophilie ». En 2015, dans Simone de Beauvoir et les femmes, Marie-Jo Bonnet qualifie de « contrat pervers » le modus operandi entre Beauvoir et Sartre, qui consistait en ce que la première séduisait de jeunes étudiantes mineures pour les envoyer ensuite au second.
Dans ses Mémoires d’une jeune fille dérangée, Bianca Lamblin relate son admiration pour Simone de Beauvoir, qui était sa professeure alors qu'elle avait seize ans. Cette dernière la poussera vers Jean-Paul Sartre. L'écrivaine raconte que « Simone de Beauvoir puisait dans ses classes de jeunes filles une chair fraîche à laquelle elle goûtait avant de la refiler, ou faut-il dire plus grossièrement encore, de la rabattre sur Sartre ».

## Œuvres

### Travail de fin d'études
- L’image dans la vie psychologique. Rôle et Nature. Mémoire présenté pour l’obtention du Diplôme d’Études Supérieures de Philosophie 1926–1927. Sous la direction du Professeur Henri Delacroix, in Sartre inédit : le mémoire de fin d’études (1927), dans Études sartriennes, dir. G. Dassonneville, 22, 2018, pp. 43–246.

### Romans et nouvelles
- La Nausée (1938)
- Le Mur (1939)
- Les Chemins de la liberté

1. L'Âge de raison (1945)
2. Le Sursis (1945)
3. La Mort dans l'âme (1949)

### Théâtre
- Bariona, ou le Fils du tonnerre (1940)
- Les Mouches (1943)
- Huis clos (1944)
- La Putain respectueuse (1946)
- Morts sans sépulture (1946)
- Les Mains sales (1948)
- L'Engrenage (publié en 1948 sous les traits d'un scénario, créé sur scène en 1952)
- Le Diable et le Bon Dieu (1951)
- Kean (1953)
- Nekrassov (1955)
- Les Séquestrés d'Altona (1959)
- Les Troyennes (adaptation d'Euripide, 1965)

### Autobiographie, mémoires, entretiens et correspondance
- Les Mots (1964)
- Carnets de la drôle de guerre, septembre 1939–mars 1940 (1983 ; édition augmentée 1995)
- Lettres au Castor et à quelques autres, tome I et II (1983)
- L'Espoir maintenant, les entretiens de 1980 (1980), avec Benny Lévy
- La Reine Albemarle, ou le Dernier Touriste (1991)

### Essais
- 1947 : Situations I Essais critiquesréédité sous le titre de Critiques litteraires (1975)
- 1948 : Situations II Qu'est–ce que la littérature ?l'essai principal a été réédité séparément sous le titre de Qu'est–ce que la littérature ? (1964)
- 1949 : Situations III Lendemains de guerre
- 1964 : Situations IV Portraits
- 1964 : Situations V Colonialisme et néo–colonialisme
- 1964 : Situations VI Problèmes du marxisme 1
- 1965 : Situations VII Problèmes du marxisme 2
- 1971 : Situations VIII Autour de 68
- 1972 : Situations IX Mélanges
- 1976 : Situations X Politique et autobiographie

Nouvelle édition revue, augmentée et réorganisée (en cours) :
- 2010 : Situations I février 1938–septembre 1944
- 2012 : Situations II septembre 1944–décembre 1946
- 2013 : Situations III février 1947–avril 1949, littérature et engagement
- 2015 : Situations IV avril 1950–avril 1953
- 2018 : Situations V mars 1954–avril 1958
- 2020 : Situations VI mai 1958–octobre 1964
- 2021 : Situations VII octobre 1964–octobre 1966
- 2023 : Situations VIII novembre 1966–janvier 1970

### Essais politiques
- Réflexions sur la question juive (1946)
- Entretiens sur la politique (1949), avec David Rousset et Gérard Rosenthal
- L'Affaire Henri Martin (1953), commentaire de Jean-Paul Sartre et textes de Hervé Bazin, Marc Beigbeder, Jean-Marie Domenach, Francis Jeanson, Michel Leiris, Jacques Madaule, Marcel Mer, Jean Painlevé, Roger Pinto, Jacques Prévert, Roland de Pury, J. H. Roy, Vercors et Louis de Villefosse
- Plaidoyer pour les intellectuels (1972)
- On a raison de se révolter (1974), avec Pierre Victor et Philippe Gavi

### Critique littéraire
- La République du Silence (1944)
- Baudelaire (1947)
- Saint Genet, comédien et martyr (1952)
- Qu'est-ce que la littérature ? (1964), tiré de Situations II (1948)
- L'Idiot de la famille, Gustave Flaubert de 1821 à 1857, trois volumes (1971–1972)
- Un théâtre de situations (1973)
- Critiques littéraires (1975), réédition de Situations I (1947)

### Ouvrages de critique littéraire posthumes
- Mallarmé, la lucidité et sa face d'ombre (1986)

### Philosophie
- L'Imagination (1936)
- La Transcendance de l'Ego (1936)
- Esquisse d'une théorie des émotions, Hermann (1938)
- L'Imaginaire (1940)
- L'Être et le Néant : essai d'ontologie phénoménologique (1943)
- L'existentialisme est un humanisme (1946)
- Questions de méthode (1957)
- Critique de la raison dialectique I : Théorie des ensembles pratiques (1960)

### Ouvrages philosophiques posthumes
- Cahiers pour une morale (1983)
- Critique de la raison dialectique II : L'intelligibilité de l'histoire (1985)
- Vérité et Existence (1989)

### Scénarios
- 1947 : Les Jeux sont faits, écrit et publié indépendamment avant d'être adapté pour l'écran par Jean Delannoy
- 1951 : Les Mains sales de Fernand Rivers et Simone Berriau, d'après sa pièce
- 1952 : La Putain respectueuse de Charles Brabant et Marcello Pagliero, d'après sa pièce
- 1953 : Les Orgueilleux d'Yves AllégretLe scénario original de Sartre, intitulé Typhus, fut grandement remanié, et l'auteur refusa d'être crédité au générique[212]
- 1957 : Les Sorcières de Salem, d'après la pièce éponyme d'Arthur Miller
- 1962 : Freud, passions secrètes (Freud, the Secret Passion) de John HustonSartre écrivit en 1958 un long scénario, publié en 1984 chez Gallimard ; Huston en fut insatisfait et demanda un remaniement auprès de scénaristes professionnels ; Sartre ne s'y reconnaît plus et refusa d'être crédité[213],[214]

### Adaptations au cinéma
- 1954 : Huis Clos de Jacqueline Audry
- 1956 : Kean (Kean — Genio e sregolatezza) de Vittorio Gassman, d'après la pièce homonyme de Dumas et sa nouvelle adaptation par Sartre
- 1962 : Les Séquestrés d'Altona (I sequestrati di Altona) de Vittorio De Sica
- 1978 : Les Mains sales (Le mani sporche), téléfilm d'Elio Petri
- 1994 : Intimité de Dominik Moll, d'après la nouvelle tirée de Le Mur.

### Chanson
- Dans la rue des Blancs-Manteaux avec la musique de Joseph Kosma dont l'interprétation la plus célèbre est celle de Juliette Gréco

## Musique
- Juliette Gréco : Rue des Blancs-Manteaux, paroles de Jean-Paul Sartre.
- Claude Ballif : 1967, Les Troyennes, pour orchestre, d'après Jean-Paul Sartre.
- Le groupe de punk rock Guerilla Poubelle a intitulé l'un de ses albums La Nausée en hommage à Jean-Paul Sartre.

## Hommages
- En 2000, une place Jean-Paul-Sartre-et-Simone-de-Beauvoir est inaugurée dans le 6e arrondissement de Paris, à l'intersection du boulevard Saint-Germain, de la rue de Rennes et de la place Saint-Germain-des-Prés[215].
- En 2023, 172 rues, places, avenues (etc.) sont nommées d'après le philosophe[216].
- Une salle du lycée Condorcet à Paris, où il a enseigné, un lycée à Bron (académie de Lyon) et une école élémentaire à Saint Pierre de la Réunion, portent son nom.
- L'astéroïde (11384) Sartre est nommé en son honneur (le numéro suivant sera attribué à sa compagne : (11385) Beauvoir).

## Regards des contemporains
- « Je pense que Sartre est une outre pleine de vent » - George Orwell, lettre à un ami[217].
- « Sartre, c’était d’abord, à vingt ans, une puissance intellectuelle formidable qui venait de l’étendue de ses lectures ; et puis une façon lyrique de parler de tout, sans anxiété ; une audace, enfin, et je dirai même du "culot", ce qui le différenciait encore davantage des gamins que nous étions tous. » - Georges Canguilhem[218].
- « Pour moi, Sartre est un auteur comme Goethe ou Beethoven : tout est à prendre ou tout est à laisser. J’ai passé presque quinze ans de ma vie à être totalement imprégné non seulement par les écrits de Sartre, mais aussi par ses faits et gestes. Tout ce que j’ai pu dire et faire en est évidemment resté marqué. Sa lecture de la néantisation, de la détotalisation, qui devient chez moi devenir, déterritorialisation, sa conception de la sérialité, du pratico-inerte, qui devaient irriguer, chez moi, la notion de groupe-sujet, son appréhension de la liberté et le type d’engagement et de responsabilité de l’intellectuel qu’il incarnait sont restés, chez moi, sinon des impératifs, du moins des données immédiates. Je préfère m’être trompé avec lui qu’avoir eu raison avec Raymond Aron. » - Félix Guattari[219].